# 28. August
Der 28. August ist der 240. Tag des gregorianischen Kalenders (der 241. in Schaltjahren), somit bleiben noch 125 Tage bis zum Jahresende.

## Ereignisse

### Politik und Weltgeschehen
- 0476: Odoaker, germanischer Offizier in römischen Diensten, besiegt und tötet den römischen Heermeister Orestes; wenige Tage später setzt er mit dessen Sohn Romulus den letzten Kaiser Westroms ab, womit dieses Reich endet.
- 0489: Die Ostgoten unter Theoderich dem Großen besiegen Odoakers Truppen in der Schlacht am Isonzo.
- 0876: Nach dem Tod Ludwigs des Deutschen übernehmen seine drei Söhne die Herrschaft des Ostfrankenreich in ihren Teilreichen: Karlmann in Bayern, Ludwig III. in Franken, Sachsen und Thüringen sowie Karl III. in Alemannien (Schwaben).
- 1189: Während des Dritten Kreuzzuges beginnt die Belagerung von Akkon durch ein Kreuzfahrerheer unter Guido von Lusignan.
- 1481: Nach dem Tode seines Vaters Alfons V. besteigt Johann II. den portugiesischen Thron.

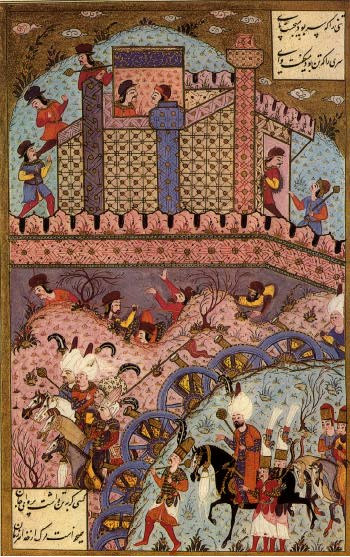
1521: Eroberung Belgrads

- 1521: Belgrad fällt nach langer Belagerung an das Osmanische Reich unter Süleyman I.
- 1542: In der Schlacht von Wofla während des zweiten Osmanisch-Portugiesischen-Kriegs besiegt Ahmad ibn Ibrahim al-Ghazi den Portugiesen Cristóvão da Gama. Da Gama wird gefangen genommen, gefoltert und am folgenden Tag hingerichtet.
- 1619: Ferdinand II. wird zum römisch-deutschen Kaiser gewählt. Die böhmischen Stände versagen ihm jedoch die Gefolgschaft.
- 1640: In der Zeit der Bischofskriege können stärkere schottische Truppen englische Angreifer in der Schlacht von Newburn in die Flucht schlagen. Der englische König Karl I. entschließt sich in der Folge zu einem Friedensangebot.
- 1672: Die Provinzstadt Groningen überwindet die Belagerung durch Christoph Bernhard von Galen, Fürstbischof zu Münster.
- 1793: Der französische Kriegshafen Toulon öffnet sich in der Zeit der Französischen Revolution nach Verhandlungen von führenden Bürgern und royalistisch gesinnten Flottenoffizieren den Alliierten des Ersten Koalitionskriegs. Die Entscheidung bewirkt in der Folge die Belagerung der Stadt.
- 1802: Im Gefecht am Renggpass drängen im Stecklikrieg Aufständische überwiegend bäuerlicher Herkunft die Truppen der von Napoleon Bonaparte errichteten Helvetischen Republik zurück.
- 1810: In der Seeschlacht von Grand Port im Verlauf der Napoleonischen Kriege kapituliert die britische Seeflotte vor den Franzosen.
- 1833: Im britischen Empire wird die Sklaverei abgeschafft.
- 1862: Die Zweite Schlacht am Bull Run während des amerikanischen Sezessionskrieges beginnt.
- 1867: Die Midwayinseln werden von den Vereinigten Staaten unter Berufung auf ihr Gesetz Guano Islands Act annektiert.

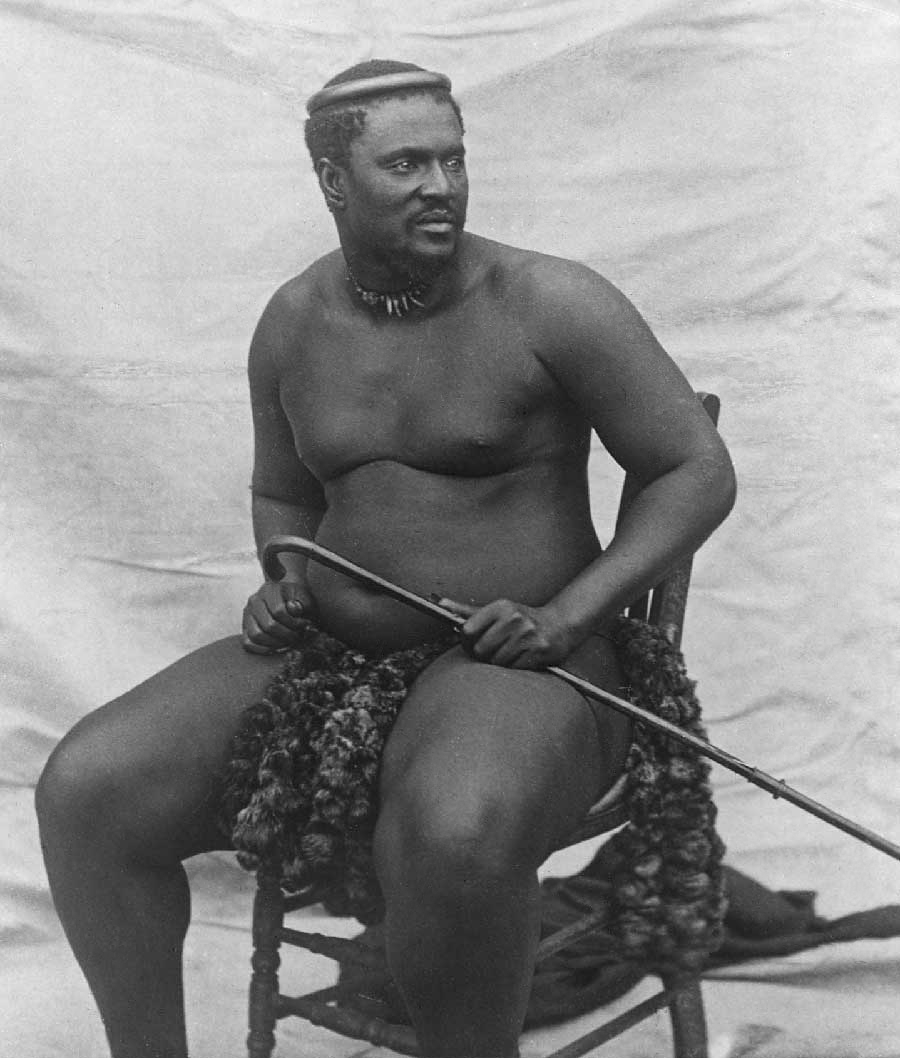
1879: König Cetshwayo kaMpande

- 1879: Cetshwayo kaMpande, letzter souveräner König der Zulu und ihr Führer während des Zulukrieges, wird von den Briten gefangen genommen.
- 1891: Im chilenischen Bürgerkrieg gewinnen aufständische Heeresverbände, die Rückhalt bei großen Teilen der von Jorge Montt Álvarez befehligten Flotte haben, die Schlacht von Placilla gegen die Regierungstruppen des Präsidenten José Manuel Balmaceda. Sein Regime neigt sich damit dem Ende entgegen.
- 1910: Das Fürstentum Montenegro wird vom Parlament zum Königreich erhoben und Regent Nikola I. nunmehr König.

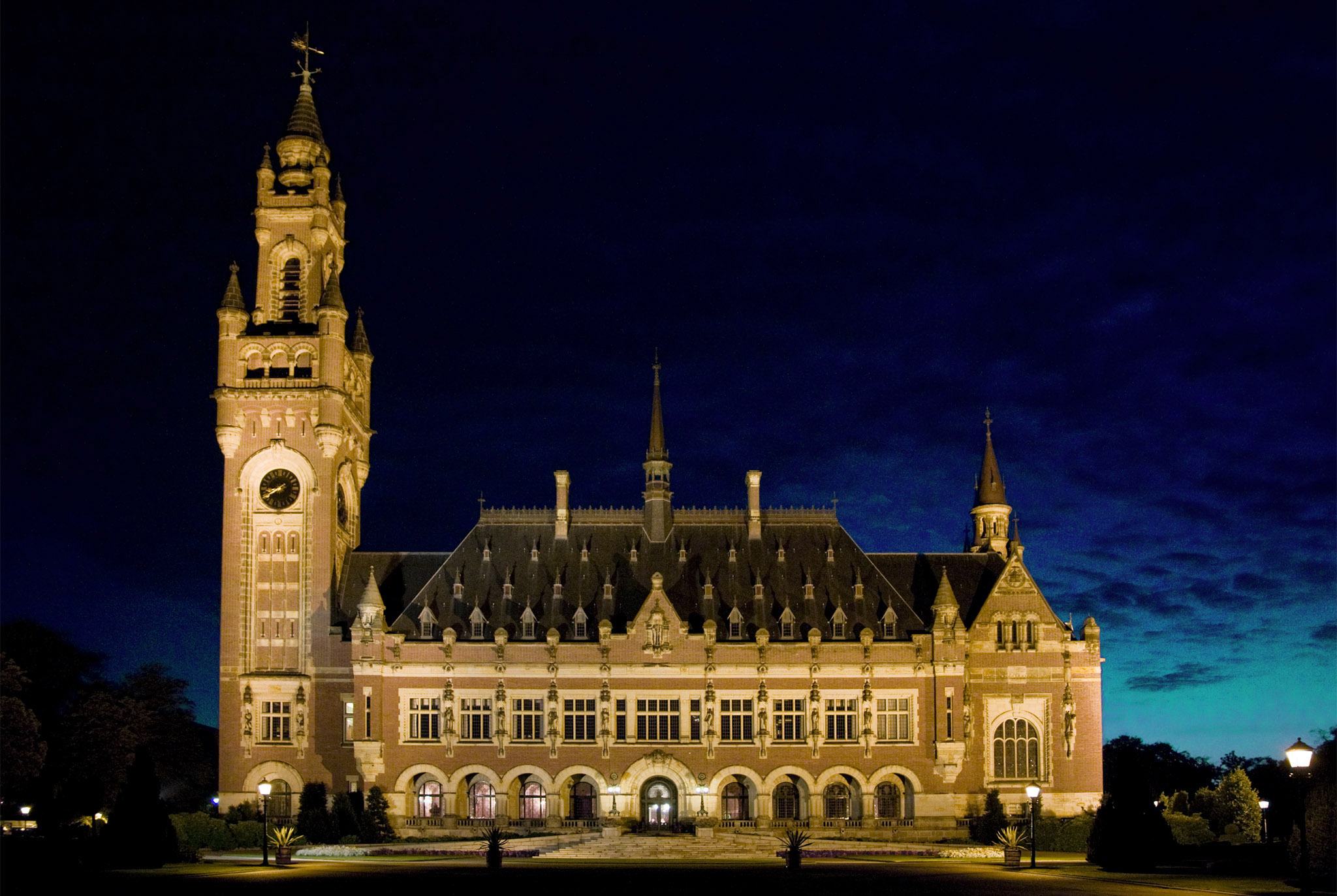
1913: Friedenspalast

- 1913: In Den Haag wird der von Andrew Carnegie geförderte Friedenspalast feierlich eröffnet, in dem heute der Internationale Gerichtshof seinen Sitz hat.
- 1914: Im Seegefecht bei Helgoland, dem ersten Seegefecht des Ersten Weltkriegs, versenken die Briten ohne eigene Schiffsverluste drei deutsche Kleine Kreuzer und ein Torpedoboot.
- 1916: Im Ersten Weltkrieg erfolgt die deutsche Kriegserklärung an Rumänien; am selben Tag erklärt Italien dem Deutschen Reich den Krieg.
- 1924: Beginn des August-Aufstandes in Georgien gegen die sowjetische Besatzung.
- 1939: In Deutschland werden am vierten Tag vor Kriegsbeginn Lebensmittelmarken und Fahrbenzin-Bezugsscheine ausgegeben.
- 1941: Per Erlass beschuldigt das Präsidium des Obersten Sowjets der UdSSR die Wolgadeutschen pauschal der Kollaboration mit Nazi-Deutschland und verfügt deren Umsiedlung nach Sibirien und Kasachstan.
- 1944: Im von ihnen besetzten Marseille kapitulieren nach einwöchigem Kampf die Einheiten der Wehrmacht gegenüber französischen Truppen.
- 1945: Mit dem Eintreffen von 150 US-Soldaten in Atsugi in der Präfektur Kanagawa beginnt die Besatzungszeit in Japan.

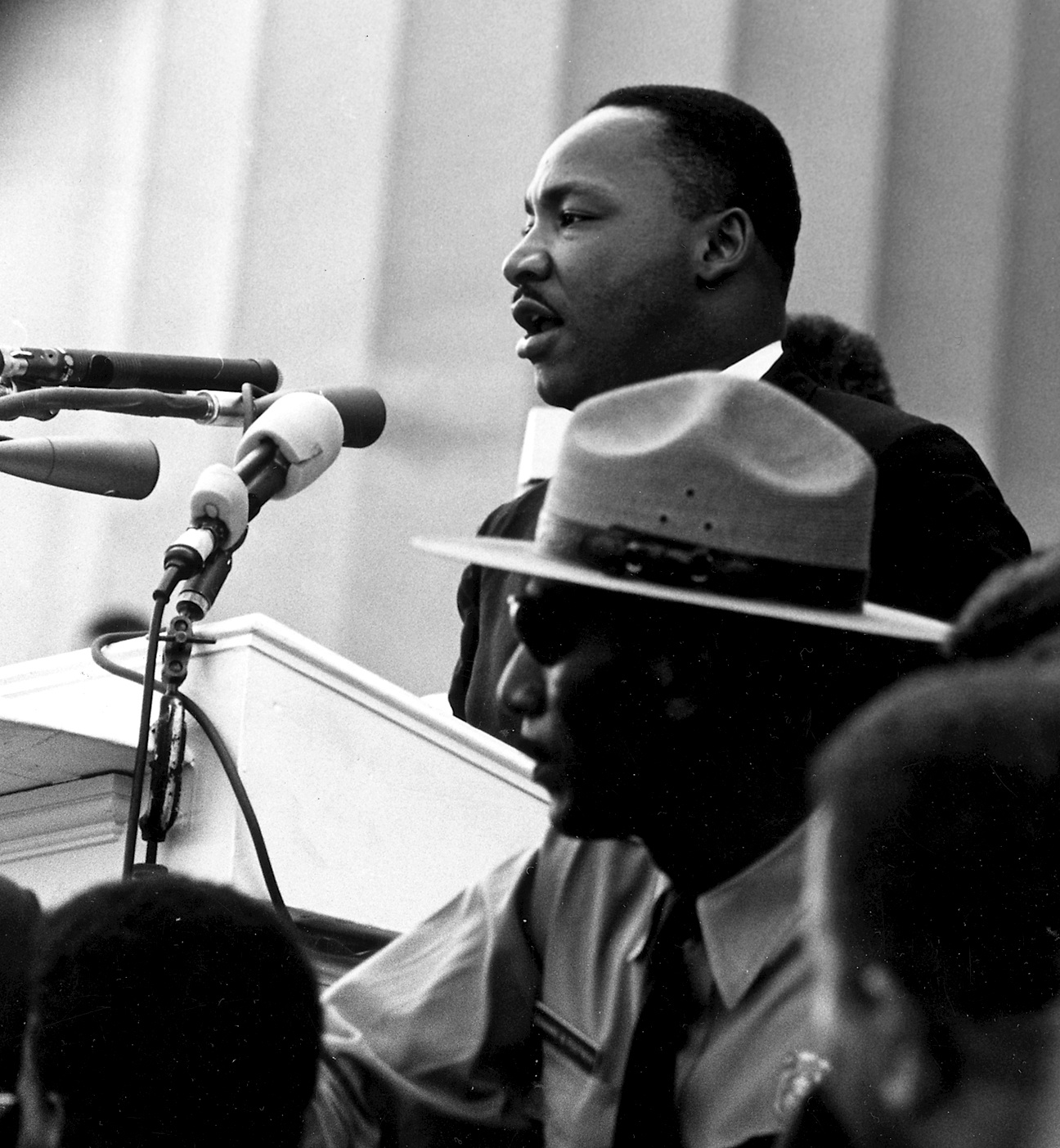
1963: Martin Luther King

- 1963: Über 200.000 schwarze und weiße Bürger beteiligen sich am Marsch auf Washington für Arbeit und Freiheit. Martin Luther King hält seine berühmte Rede I Have a Dream.
- 1967: In der DDR wird der Samstag zum freien Tag erklärt und damit die Fünf-Tage-Woche (bei 43,75 Stunden) eingeführt; gleichzeitig werden fünf gesetzliche Feiertage gestrichen.
- 1972: Zum Schutz eines der letzten Regenwald-Gebiete Westafrikas wird in der Elfenbeinküste der Nationalpark Taï eingerichtet.
- 1990: Der UN-Sicherheitsrat verkündet einen Friedensplan für Kambodscha, Basis für den Einsatz der UNTAC (United Nations Transitional Authority in Cambodia).
- 1990: Der Irak erklärt Kuwait zu seiner 19. Provinz.
- 1993: Während des Bosnienkriegs rufen bosnisch-herzegowinische Kroaten die Republik Herceg-Bosna aus und bestimmen Mate Boban zu deren Präsidenten. Internationale Anerkennung bleibt diesem Staat versagt.
- 2003: In Deutschland legt die Kommission für die Nachhaltigkeit in der Finanzierung der sozialen Sicherungssysteme (Rürup-Kommission) ihren Abschlussbericht vor.
- 2003: Die Kommission für Wahrheit und Versöhnung legt dem peruanischen Präsidenten Alejandro Toledo ihren neunbändigen Abschlussbericht vor.

### Wirtschaft

1898: Logo von Pepsi-Cola

- 1898: Der Apotheker Caleb Bradham benennt das von ihm erfundene Getränk Brad’s Drink in Pepsi-Cola um.
- 1907: In Seattle wird die American Messenger Company gegründet, woraus sich das Logistikunternehmen UPS entwickelt.
- 1937: Die im Aufbau befindliche Automobilsparte des japanischen Webmaschinenproduzenten Toyoda Automatic Loom Works, Ltd. wird als Toyota Motor Corporation zu einem eigenständigen Unternehmen.
- 1963: Das japanische Unternehmen Korg wird offiziell gegründet, bekannt wird es durch seine elektronischen Musikinstrumente.
- 2001: Sony und Ericsson schließen eine Joint-Venture-Vereinbarung zur Zusammenführung ihrer jeweiligen Mobiltelefon-Sparten in Sony Ericsson.
- 2010: Der schwedische König Carl XVI. Gustaf eröffnet den Betrieb der Botniabanan. Die eingleisige Eisenbahnstrecke zwischen Västeraspby und Umeå führt durch Schwedens längsten Eisenbahntunnel.
- 2014: Die indische Regierung unter Premierminister Narendra Modi inauguriert das Pradhan Mantri Jan Dhan Yojana (PMJDY)-Programm, das in den folgenden Jahren zur Eröffnung von Hunderten Millionen neuer Bankkonten führt.

### Wissenschaft und Technik
- 1413: Im schottischen St Andrews wird durch eine Päpstliche Bulle die University of St Andrews, deren Errichtung 1410 begonnen hat, offiziell gegründet. Die älteste Universität Schottlands zählt hinter den beiden englischen Oxbridge-Universitäten (die ältesten Universitäten der englischsprachigen Welt) konstant zu den drei besten Hochschulen des Vereinigten Königreiches.
- 1518: Philipp Melanchthon hält nach seinem Ruf an die Universität Wittenberg auf den Lehrstuhl für Griechische Sprache seine viel beachtete Antrittsvorlesung De corrigendis adolescentiae studiis in der Schlosskirche Wittenberg, die seine über 40 Jahre dauernde Lehrtätigkeit und nicht zuletzt seinen Beitrag zum Erfolg der Reformation begründet.

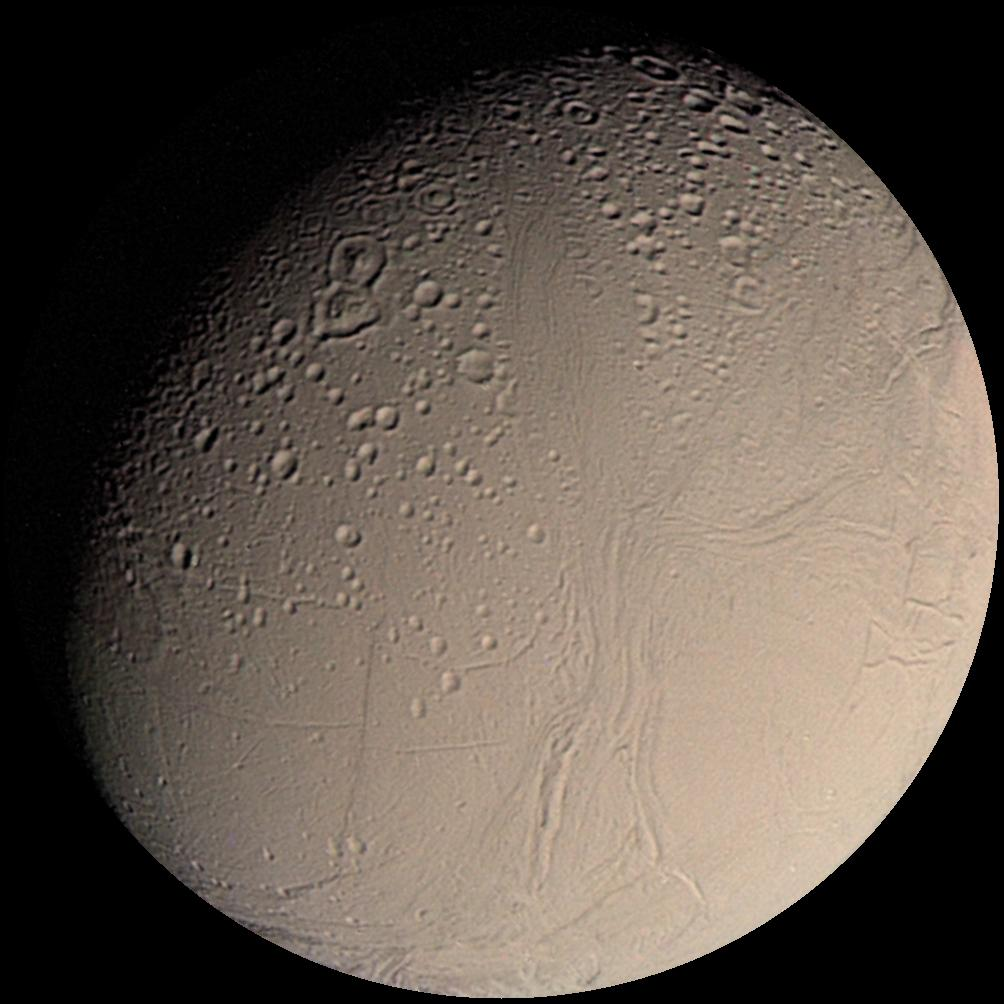
1789: Saturn-Mond Enceladus

- 1789: Wilhelm Herschel entdeckt den Saturn-Mond Enceladus.
- 1845: In den USA erscheint die erste Ausgabe der populärwissenschaftlichen Zeitschrift Scientific American.
- 1855: Der deutsche Afrikaforscher Heinrich Barth beendet in Tripolis eine über fünfjährige Erkundungstour ins Innere des Kontinents.
- 1949: In der Frankfurter Paulskirche wird die Deutsche Akademie für Sprache und Dichtung gegründet.
- 1963: Der niederländische Konzern Philips stellt auf der 23. Großen Deutschen Funk-Ausstellung in Berlin die erste Kompaktkassette (Musikkassette) und den zugehörigen, mit Transistoren bestückten Kassettenrekorder Philips EL 3300 vor.

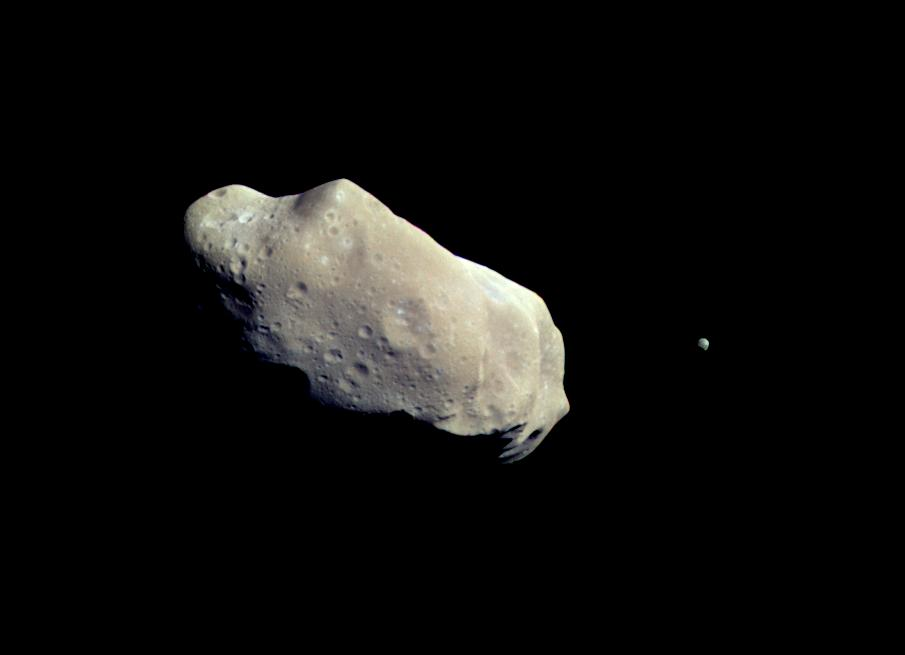
1993: Asteroid Ida mit Mond Dactyl

- 1993: Die Raumsonde Galileo passiert den Asteroiden Ida in einer Entfernung von 10.500 km und sendet Aufnahmen zur Erde. Dabei wird erstmals ein Asteroidenmond entdeckt, der den Namen Dactyl erhält.
- 2005: Forscher der Fakultät The University of Texas Health Science Center at Houston um den Neurologen Claudio Soto geben bekannt, dass ihnen die Entwicklung eines neuen Bluttests gelungen sei. Damit können Erkrankungen an der Tierseuche BSE und einer Art der Creutzfeldt-Jakob-Krankheit sehr sicher diagnostiziert werden.

### Kultur
- 1724: Die Uraufführung der Oper Andromaca von Antonio Caldara findet am Teatro della Favorita in Wien statt.
- 1733: Am Teatro San Bartolomeo in Neapel wird die Opera buffa La serva padrona (Die Magd als Herrin) von Giovanni Battista Pergolesi uraufgeführt.
- 1850: Richard Wagners Oper Lohengrin wird im Großherzoglichen Hoftheater von Weimar uraufgeführt.
- 1927: Der Goethe-Preis der Stadt Frankfurt am Main wird erstmals verliehen.
- 1958: In Frankfurt am Main wird Rolf Thieles Kinofilm Das Mädchen Rosemarie uraufgeführt, die Aufarbeitung des Todes der Prostituierten Rosemarie Nitribitt. Mit ihrer realen Lebensgeschichte weist das Filmkunstwerk wenig Zusammenhänge auf.

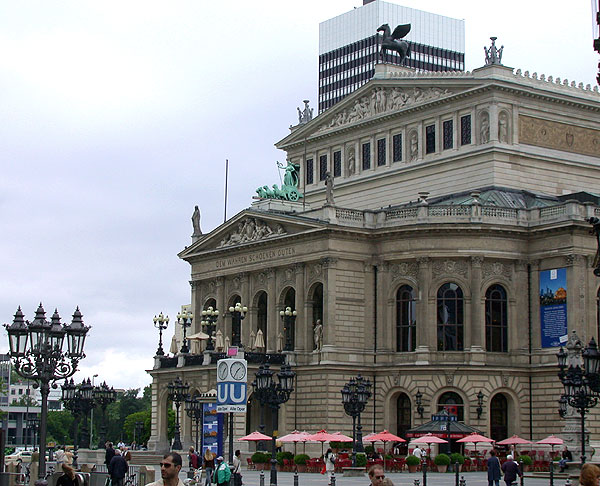
1981: Alte Oper

- 1981: In Frankfurt am Main wird mit einer Aufführung von Mahlers 8. Sinfonie die 1944 fast völlig zerstörte Alte Oper wiedereröffnet.

### Gesellschaft
- 1700: Man beginnt in Groningen alljährlich den lokalen Festtag Gronings Ontzet zu feiern, der an die Belagerung und Befreiung von 1672 erinnert.
- 1955: Der 14-jährige Schwarze Emmett Till wird von Roy Bryant und J.W. Millam misshandelt und ermordet, weil er einer weißen Frau nachgepfiffen haben soll. Der spätere Freispruch der Täter führt zu Massenprotesten, die als der Beginn der US-amerikanischen Bürgerrechtsbewegung gelten.
- 1984: Der Kriminalfall von Amstetten beginnt. Der Täter lockt seine Tochter in den Keller und hält sie aus sexuellen Motiven mehr als 24 Jahre lang gefangen.
- 1996: Die Ehe von Charles, Prince of Wales und Diana, Princess of Wales wird geschieden.

### Katastrophen
- 1973: Bei einem schweren Erdbeben in den mexikanischen Staaten Puebla, Veracruz und Oaxaca sterben etwa 1200 Menschen.
- 1988: Flugtagunglück von Ramstein: Drei Jets der italienischen Kunstflugstaffel Frecce Tricolori stoßen bei einer Flugshow auf dem Stützpunkt Ramstein Air Base zusammen. Während zwei der Jets im Bereich des Rollfeldes aufprallen, stürzt eine Maschine in die Zuschauermenge. Von den über 300.000 Zuschauern sterben 31 sofort, in der Folge 39 weitere; etwa 1000 werden verletzt.

Kleinere Unglücksfälle sind in den Unterartikeln von Katastrophe und in der Liste von Katastrophen aufgeführt.

### Sport
- 1966: Der Deutsche Rudi Altig wird Straßenweltmeister der Radprofis.
- 1972: Bei den Schwimmwettbewerben der Olympischen Spiele in München gewinnt Mark Spitz die ersten beiden seiner insgesamt sieben Goldmedaillen.

Einträge von Leichtathletik-Weltrekorden befinden sich unter der jeweiligen Disziplin unter Leichtathletik.

## Geboren

### Vor dem 18. Jahrhundert
- 1025: Go-Reizei, 70. Tennō von Japan
- 1312: Heinrich XV., Herzog von Niederbayern
- 1366: Jean II. Le Maingre, Marschall von Frankreich
- 1366: Konrad Kyeser, deutscher Kriegstechniker und Fachschriftsteller
- 1476: Kanō Motonobu, japanischer Maler
- 1485: Francisco de Sá de Miranda, portugiesischer Dichter
- 1530: Johann Rudolf Stumpf, Schweizer evangelischer Geistlicher und Heimatforscher
- 1551: Václav Budovec z Budova, böhmischer Politiker, Diplomat und Schriftsteller
- 1574: Friedrich IV., Herzog zu Braunschweig und Lüneburg, Fürst von Lüneburg
- 1582: Hans Meinhard von Schönberg, kurpfälzischer und kurbrandenburgischer Feldobrist und Hofmeister

Taichang (* 1582)

- 1582: Taichang, chinesischer Kaiser der Ming-Dynastie
- 1585: Johann Jakob Wolff von Todenwarth, Rat der Landgrafschaft Hessen-Darmstadt und kaiserlicher Rat
- 1587: Christian Wilhelm, Administrator des Erzstifts Magdeburg
- 1591: Johann Christian von Brieg, schlesischer Herzog von Brieg, Liegnitz, Wohlau und Ohlau
- 1592: George Villiers, 1. Duke of Buckingham, englischer Diplomat
- 1595: Hans Ulrich von Schaffgotsch, kaiserlicher General im Dreißigjährigen Krieg
- 1601: Sebastian von Lodron, Bischof von Gurk
- 1624: Johann Thomasius, deutscher Rechtswissenschaftler, Staatsmann und Dichter

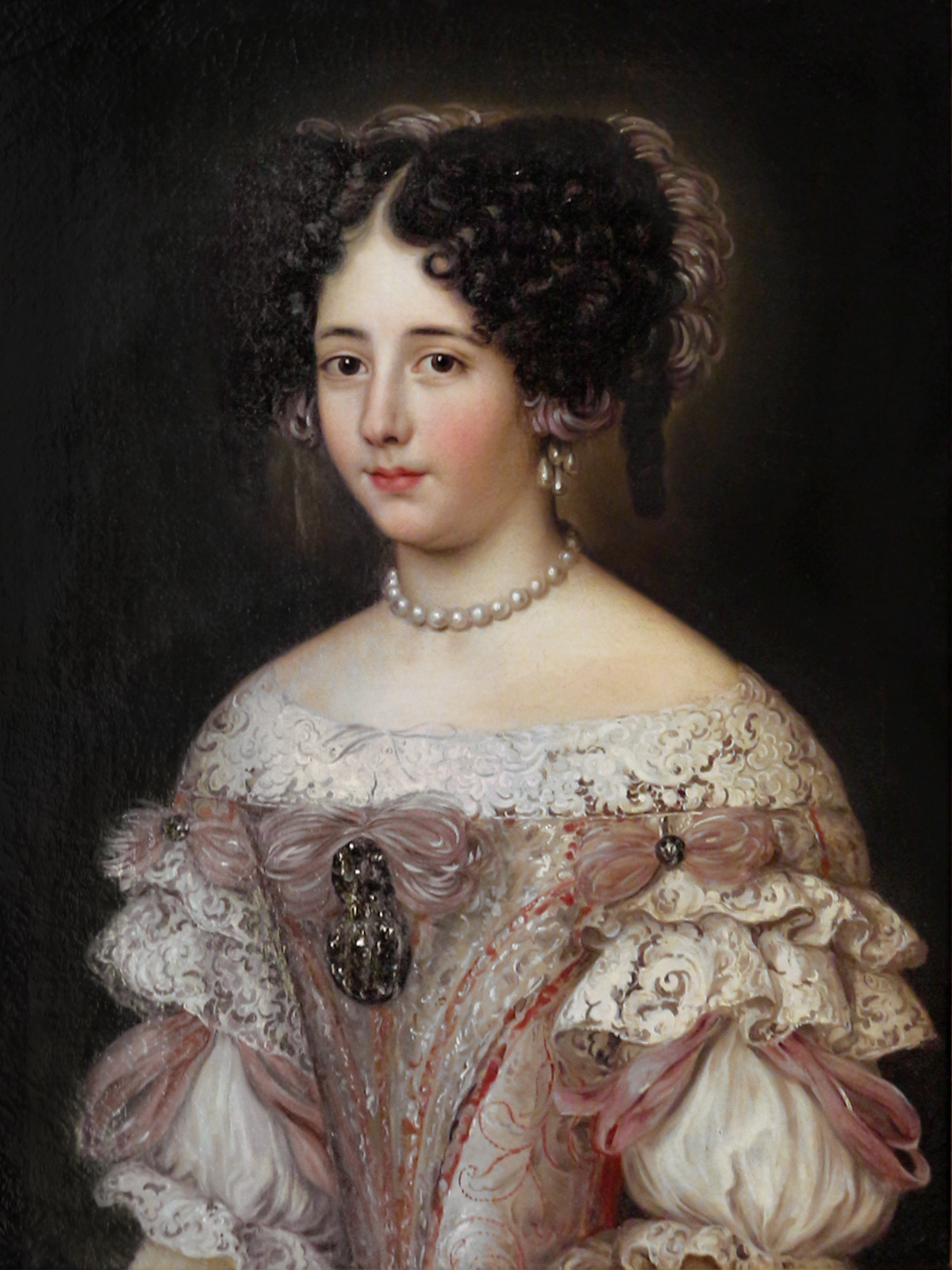
Maria Mancini (* 1639)

- 1639: Maria Mancini, französische Adelige, Mazarinette und Mätresse Ludwigs XIV.
- 1641: Heinrich, Fürst von Nassau-Dillenburg
- 1667: Louise zu Mecklenburg, Königin von Dänemark und Norwegen
- 1670: Wilhelm II., Fürst von Nassau-Dillenburg
- 1691: Elisabeth Christine von Braunschweig-Wolfenbüttel, Gemahlin Kaiser Karls VI.
- 1691: Dominikus Moling, ladinischer Bildhauer
- 1696: Hans Adam von Schöning, kurbrandenburgischer und kursächsischer Feldmarschall

### 18. Jahrhundert

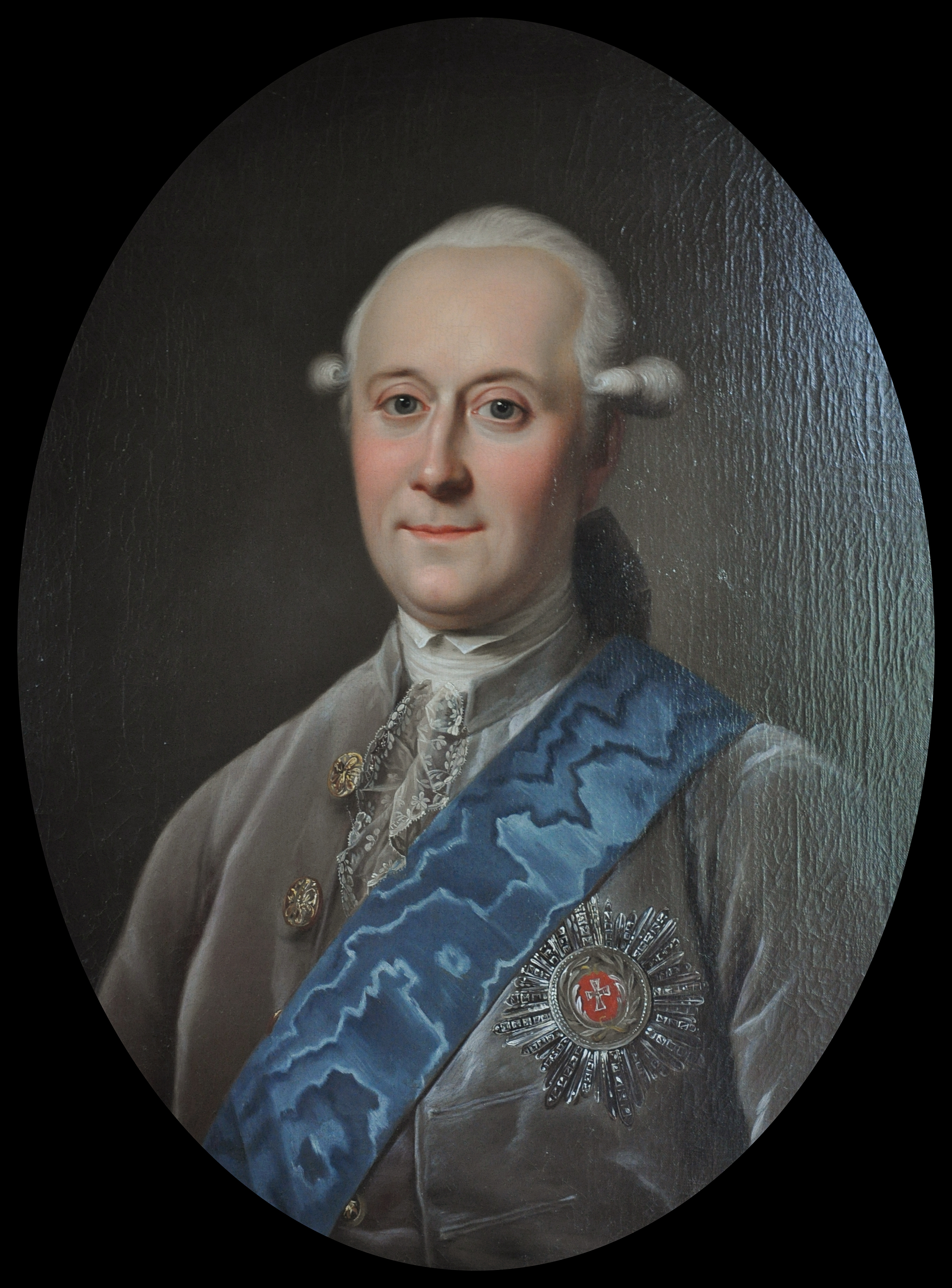
Andreas Peter von Bernstorff (* 1735)

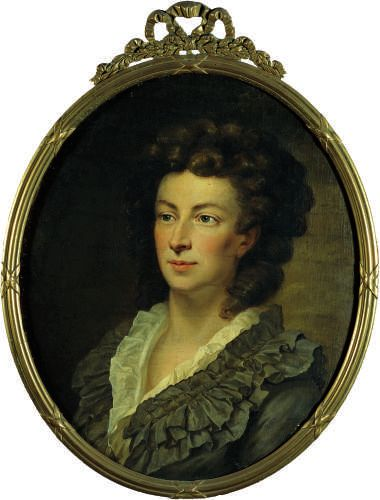
Amalie von Gallitzin (* 1748)

- 1706: Jan Bouman, niederländischer Baumeister
- 1707: Anton Peter Příchovský von Příchovice, 21. Erzbischof von Prag
- 1711: Lorenz Adam Bartenstein, deutscher evangelischer Geistlicher, Pädagoge und Schulleiter
- 1714: Anton Ulrich von Braunschweig-Wolfenbüttel, Generalissimus der russischen Armee
- 1720: Johann Anton Tischbein, deutscher Maler
- 1728: John Stark, US-amerikanischer General im Unabhängigkeitskrieg
- 1735: Andreas Peter von Bernstorff, deutscher Staatsmann
- 1739: Agostino Accorimboni, italienischer Opernkomponist, Violinist und Pianist
- 1741: Johann Christian Kestner, deutscher Jurist und Archivar
- 1744: Friederike Auguste Sophie von Anhalt-Bernburg, Fürstin von Anhalt-Zerbst
- 1746: Josef Hermenegild Arregger von Wildensteg, Schweizer Politiker
- 1748: Amalie von Gallitzin, deutsche Mitbegründerin des „romantischen“ Katholizismus
- 1749: Johann Wolfgang von Goethe, deutscher Dichter
- 1751: Ernst Julius Walch, deutscher evangelischer Geistlicher und Pädagoge
- 1754: Sigmund Christoph von Waldburg zu Zeil und Trauchburg, Fürstbischof von Chiemsee und Administrator von Salzburg
- 1754: Peter von Winter, deutscher Komponist (Taufdatum)
- 1755: Friedrich Wilhelm Ludwig von Beulwitz, deutscher Jurist und Kanzler von Schwarzburg Rudolstadt
- 1767: Johannes Bähr, deutscher evangelischer Theologe
- 1771: Jeremiah B. Howell, US-amerikanischer Politiker
- 1773: John Ranby, englischer Arzt und Militärchirurg
- 1774: Elizabeth Ann Seton, Erste in den Vereinigten Staaten geborene Heilige
- 1779: Antoinette, Prinzessin von Sachsen-Coburg-Saalfeld

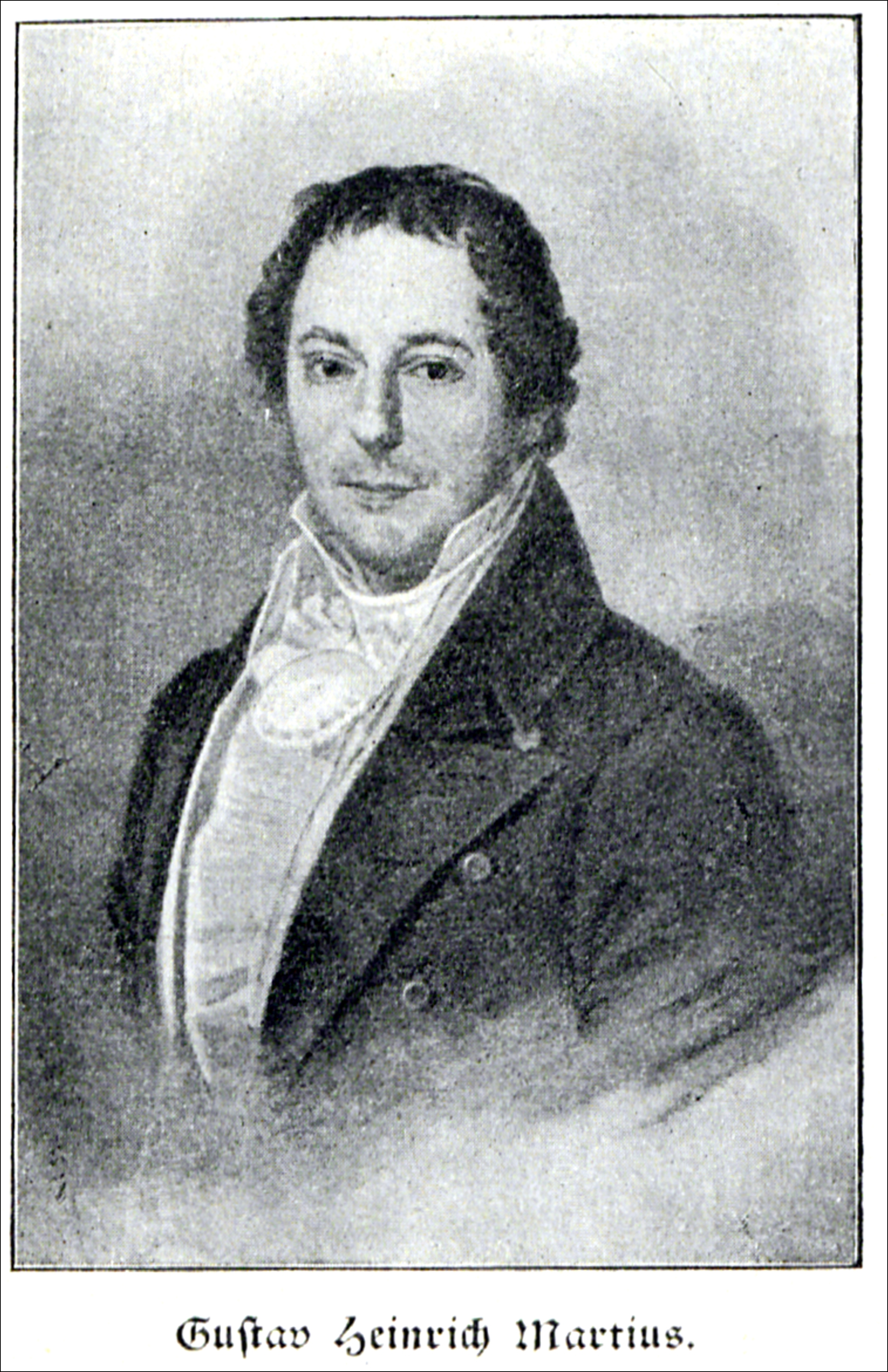
Heinrich Martius (* 1781)

- 1781: Heinrich Martius, deutscher Arzt, Naturwissenschaftler, Schriftsteller, Chronist
- 1784: Nicaise Auguste Desvaux, französischer Professor für Botanik
- 1786: Ferdinand Piloty, deutscher Maler
- 1787: Wilhelm Harnisch, deutscher Theologe und Pädagoge
- 1789: Stéphanie de Beauharnais, Adoptivtochter von Napoléon Bonaparte und Großherzogin von Baden
- 1790ː Therese Krupp, deutsche Unternehmerin
- 1796: Urban Kreutzbach, deutscher Orgelbauer
- 1797: Franz Duschek, Finanzminister während der ungarischen Revolution
- 1797: Karl Otfried Müller, deutscher Altphilologe und Archäologe
- 1798: Harro Harring, deutscher Revolutionär, Dichter und Maler
- 1800: Dietrich Wilhelm Landfermann, deutscher Pädagoge und Demokrat

### 19. Jahrhundert

#### 1801–1850

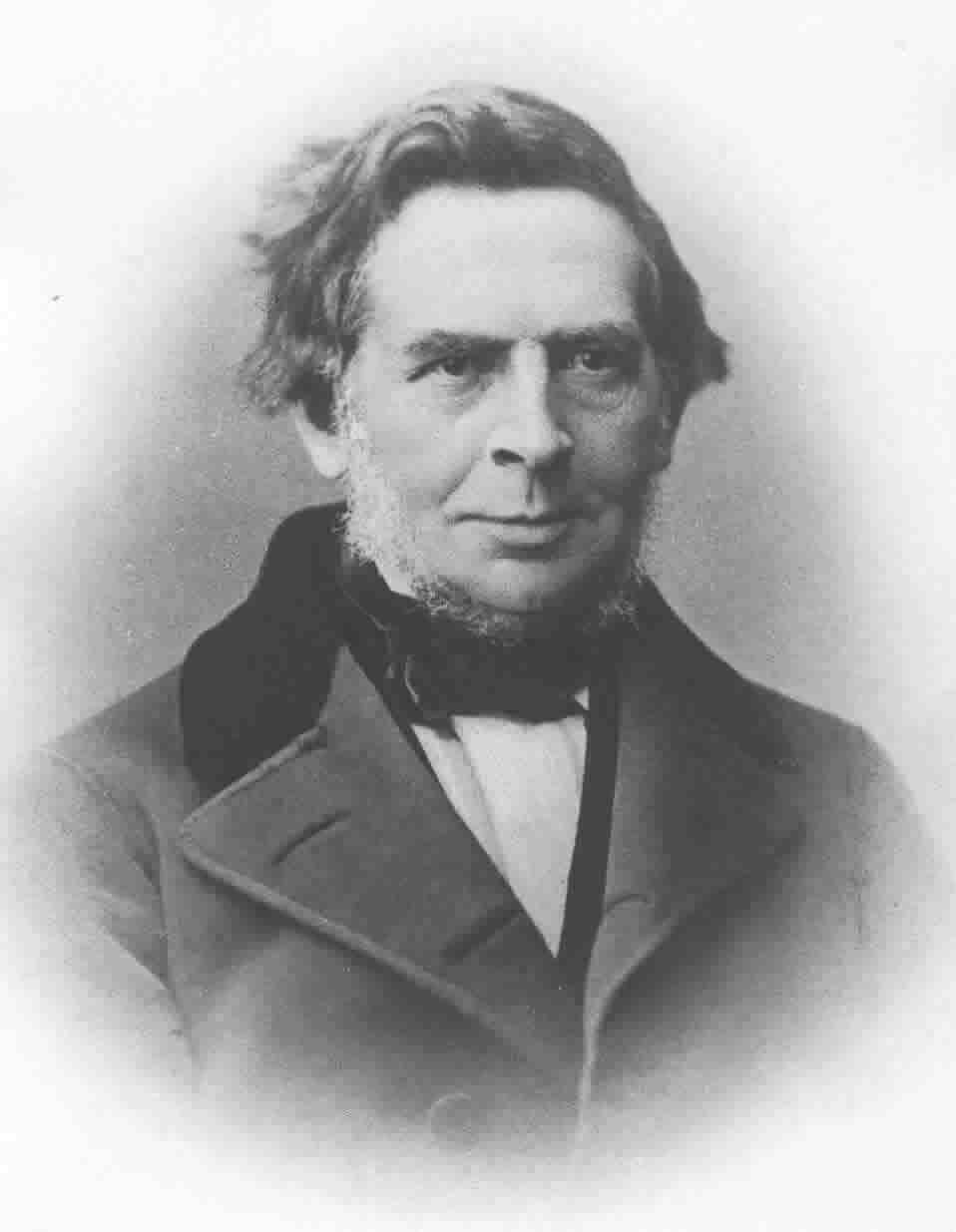
Karl Simrock (* 1802)

- 1801: Pedro Arce y Fagoaga, Präsident von El Salvador
- 1801: Antoine-Augustin Cournot, französischer Mathematiker und Wirtschaftstheoretiker
- 1802: Hermann Askan Demme, deutsch-schweizerischer Arzt
- 1802: Franz Serafin Exner, österreichischer Philosoph
- 1802: Karl Simrock, deutscher Dichter und Schriftsteller

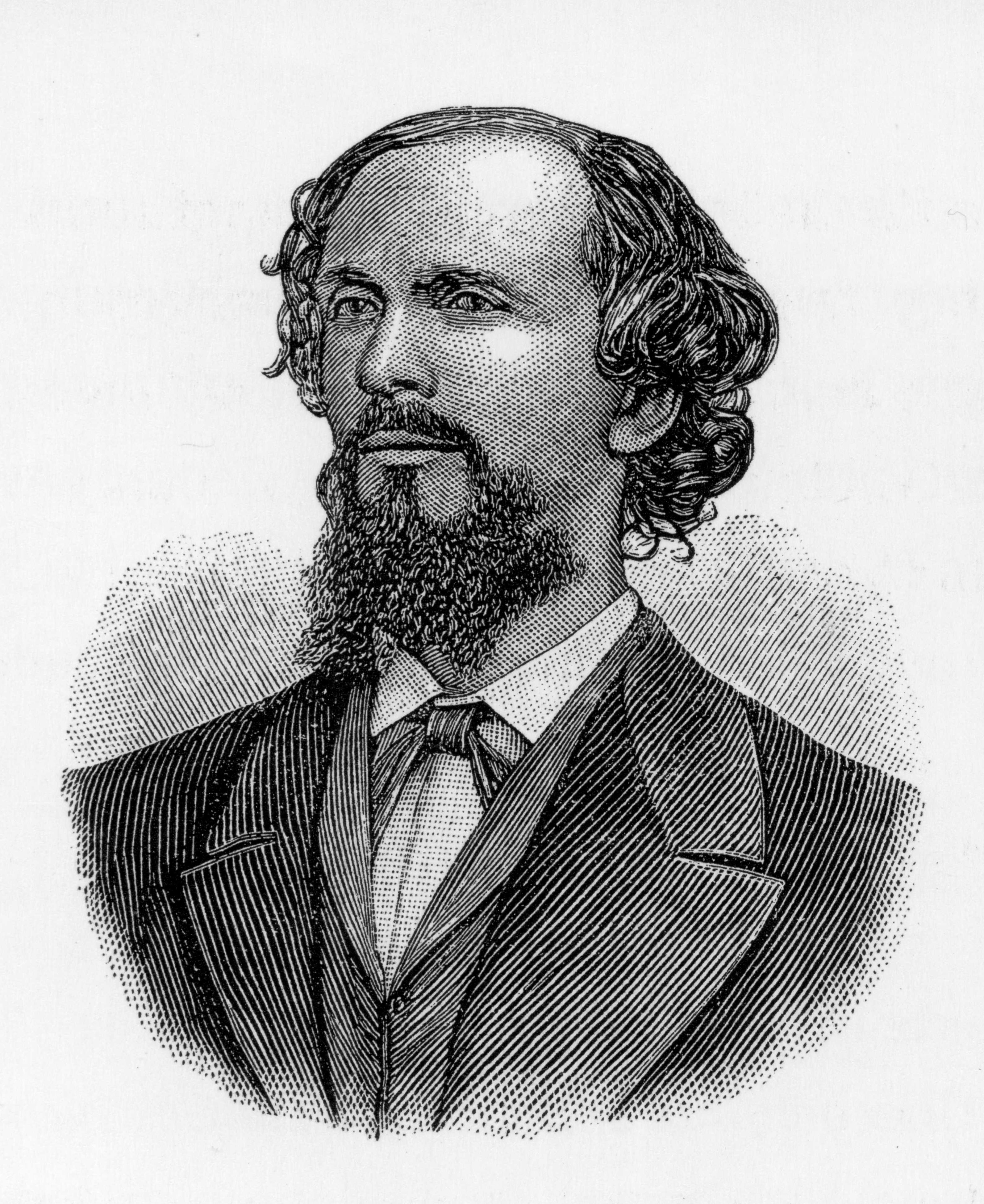
Karl Heinrich Ulrichs (* 1825)

- 1808: Ludwig Vieli, Schweizer Jurist und Politiker
- 1809: Wilhelm Hiller von Gaertringen, preußischer Generalleutnant
- 1810: August Haupt, deutscher Organist, Musikpädagoge und Komponist
- 1810: Constant Troyon, französischer Maler
- 1812: Rudolf von Alt, österreichischer Landschafts- und Architekturmaler
- 1813: Gustav August von Aichelburg, deutscher Politiker

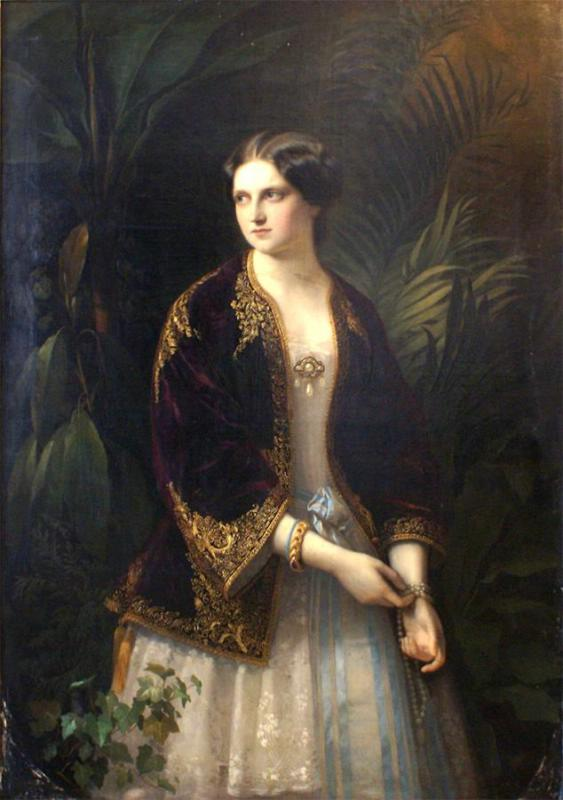
Katharina Michailowna Romanowa (* 1827)

- 1814: Joseph Sheridan Le Fanu, irischer Schriftsteller
- 1814: Josue Jean Philippe Valeton der Ältere, niederländischer reformierter Theologe und Orientalist
- 1823: Charles Christopher Parry, US-amerikanischer Botaniker
- 1825: Karl Heinrich Ulrichs, deutscher Vorkämpfer der Schwulen-Bewegung
- 1826: Luis Amplatz, italienischer Separatist
- 1927ː Katharina Michailowna Romanowa, russische Großfürstin, Herzogin zu Mecklenburg
- 1827: Teresa Milanollo, italienische Komponistin und Violinistin

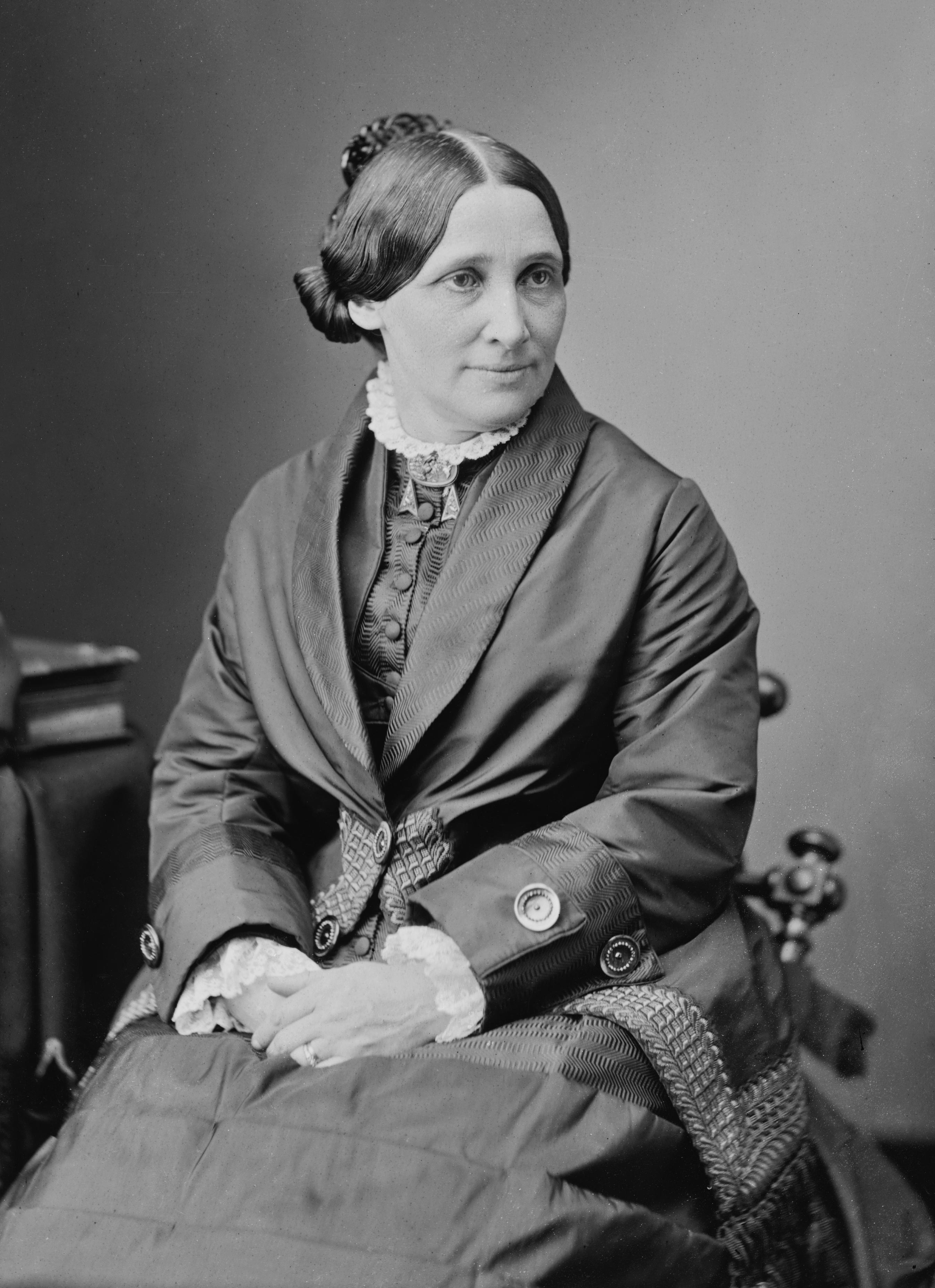
Lucy Hayes (* 1831)

- 1828: Lew Nikolajewitsch Tolstoi, russischer Schriftsteller
- 1829: Louis Constanz Berger, deutscher Industrieller und Politiker
- 1829: Albert Dietrich, deutscher Komponist
- 1829: Theodor Weber, deutscher evangelischer Mediziner
- 1830: August von Gerlach, königlich preußischer Landrat und Politiker
- 1831: Lucy Hayes, US-amerikanische First Lady
- 1831: Ludvig Norman, schwedischer Dirigent und Komponist

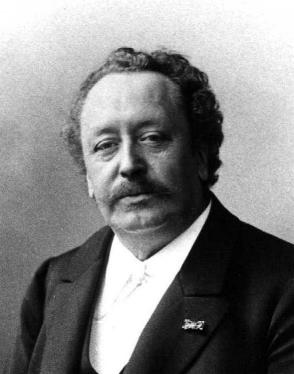
Julius Stinde (* 1841)

- 1833: Edward Burne-Jones, britischer Maler
- 1834: Carl Irmer, deutscher Maler
- 1835: John Attfield, englischer Chemiker
- 1836: Adolf von Wittich, deutscher Feldmarschall und Politiker
- 1837: Franz von Teck, Mitglied der britischen Königsfamilie
- 1839: Jacob Augustus Geissenhainer, US-amerikanischer Politiker und Anwalt
- 1840: Ira D. Sankey, US-amerikanischer Sänger und Komponist geistlicher Lieder
- 1840: Moriz Schadek, österreichischer Heimatdichter
- 1841: Bernhard Listemann, deutsch-US-amerikanischer Geiger und Musikpädagoge
- 1841: Julius Stinde, deutscher Chemiker, Journalist und Schriftsteller
- 1842: Heinrich Heydemann, deutscher Archäologe
- 1842: Louis Le Prince, französischer Filmpionier
- 1845: Albert Böhler, österreichischer Industrieller
- 1846: Johann Wilhelm Hauswaldt, deutscher Unternehmer
- 1847: Bellamy Storer, US-amerikanischer Diplomat und Politiker
- 1850: W. A. B. Coolidge, Bergsteiger, Theologe, Publizist
- 1850: Carl Fürstenberg, deutscher Bankier

#### 1851–1900
- 1851: Ivan Tavčar, slowenischer Anwalt, Politiker und Schriftsteller
- 1852: Constantin Bauer, deutscher Maler
- 1853ː Hermine Lesser, deutsche Frauenrechtlerin, Opfer der Shoah

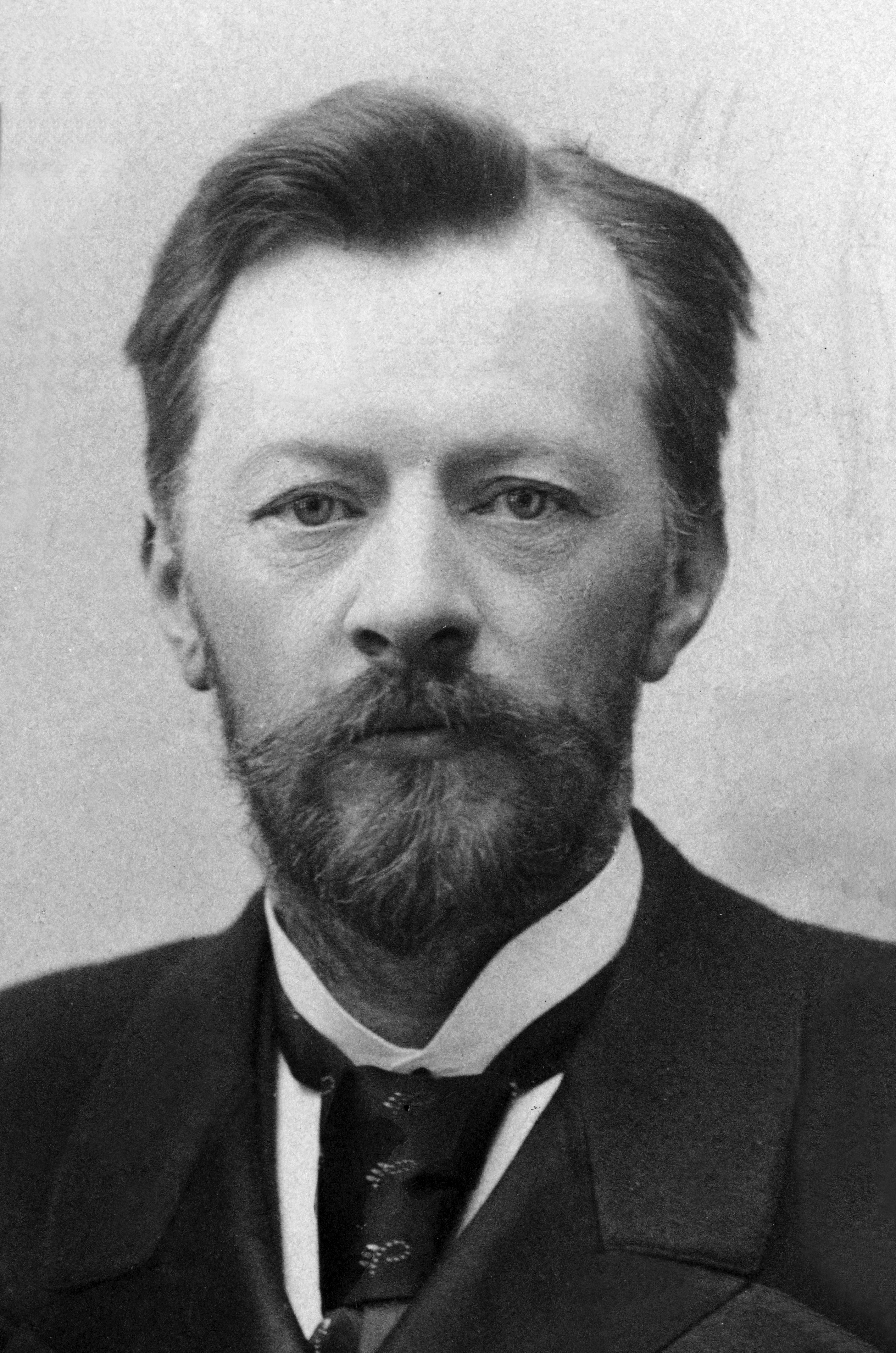
Wladimir Schuchow (* 1853)

- 1853: Wladimir Grigorjewitsch Schuchow, russischer Ingenieur, Erfinder und Universalgelehrter
- 1857: James Aurig, deutscher Fotograf
- 1857: Hermann Schaedtler, deutscher Architekt
- 1858: Gabriel Anton, österreichischer Neurologe und Psychiater
- 1862: Gustav Richard Fischer, deutscher Unternehmer und Industrieller
- 1863: Karl Brunner, deutscher Ethnologe
- 1863: Ernest George Dodge, US-amerikanischer Maler
- 1864: Arthur Wienkoop, deutscher Architekt
- 1864: Oskar Zoth, österreichischer Physiologe
- 1865: Gerrit Grijns, niederländischer Forscher
- 1865: Caspar Klein, deutscher Bischof, erster Erzbischof von Paderborn
- 1867: Maxime Bôcher, US-amerikanischer Mathematiker
- 1867: Umberto Giordano, italienischer Komponist
- 1870: Pieter Cornelis Tobias van der Hoeven, niederländischer Gynäkologe

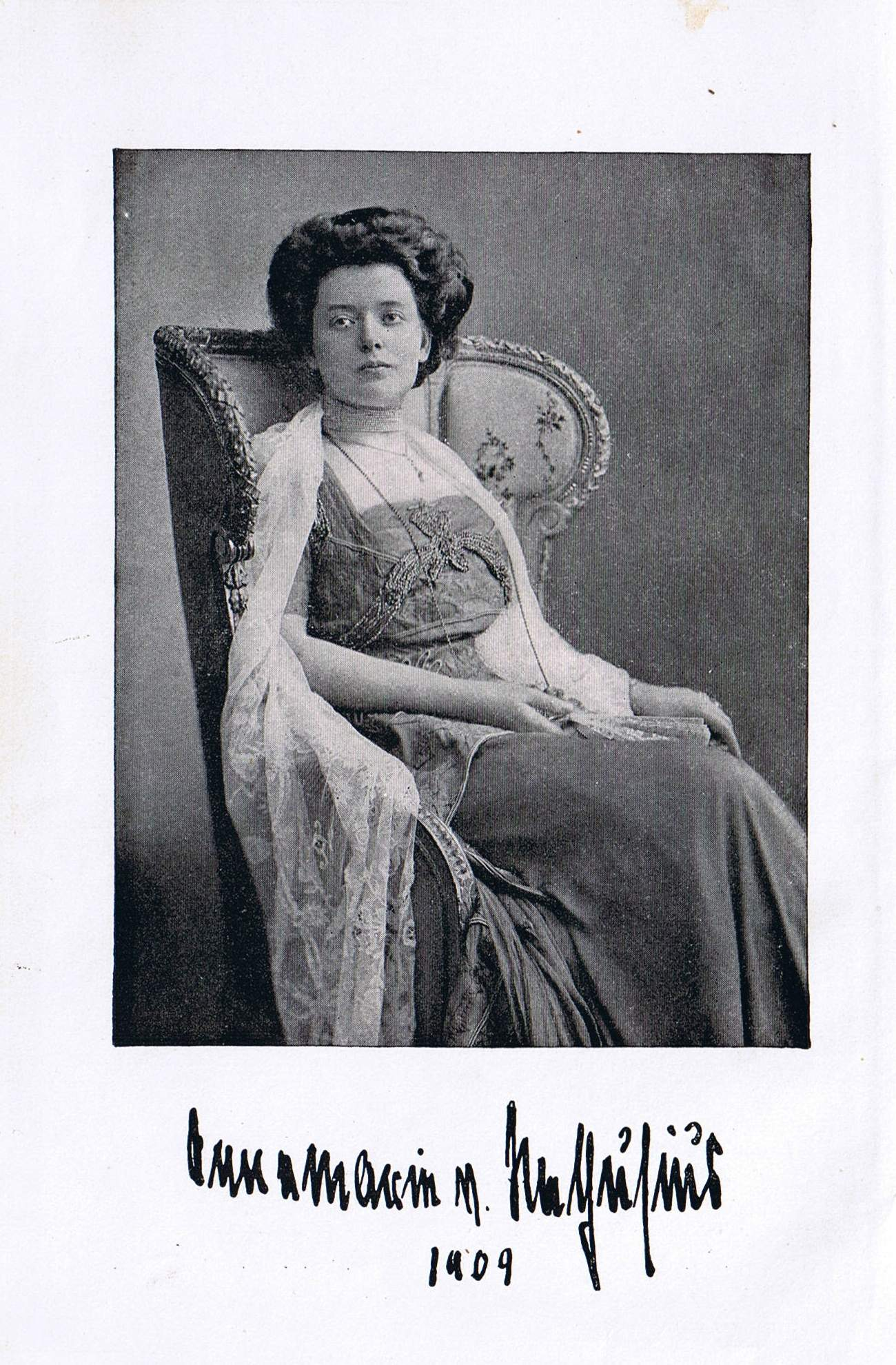
Annemarie von Nathusius (* 1874)

- 1874: Annemarie von Nathusius, deutsche Schriftstellerin
- 1875: Paul Richter, siebenbürgisch-sächsischer Komponist, Dirigent, Pianist und Organist
- 1875: Robert John Strutt, 4. Baron Rayleigh, britischer Physiker
- 1876ː Dora Horn-Zippelius, deutsche Malerin
- 1876: August Mayer, deutscher Gynäkologe
- 1876: Heinrich Wolfgang Seidel, deutscher Schriftsteller
- 1878: Hermann Essig, deutscher Dramatiker, Erzähler und Lyriker
- 1878: Eric Green, englischer Hockeyspieler
- 1878: Rudolf Swiderski, deutscher Schachmeister
- 1881: Sigurd Islandsmoen, norwegischer Komponist
- 1882: Hermann Bücher, deutscher Industrieller
- 1882: Mart Saar, estnischer Komponist
- 1882: Ernst Weiß, deutscher Arzt und Schriftsteller

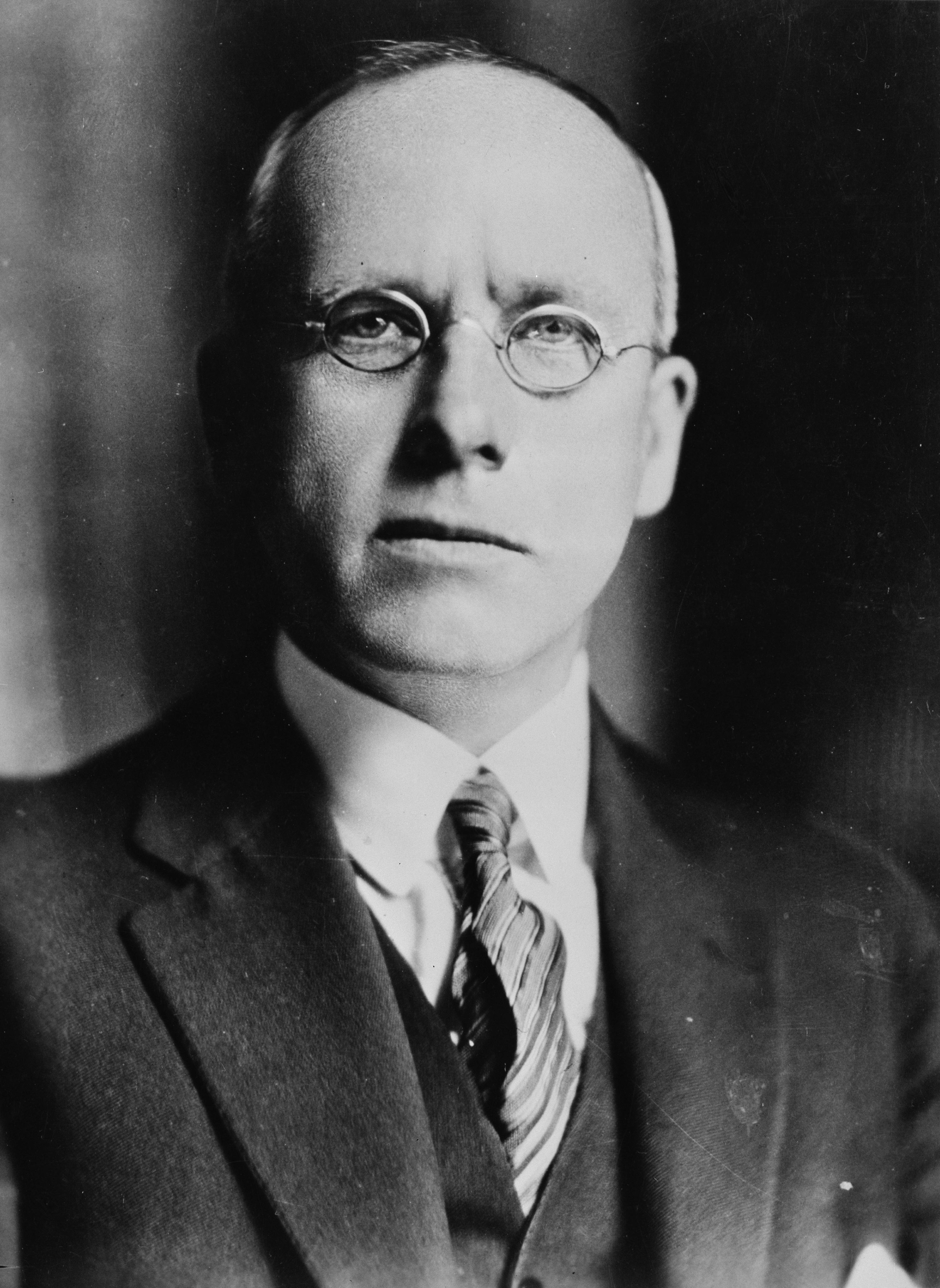
Peter Fraser (* 1884)

- 1884: Peter Fraser, neuseeländischer Politiker
- 1884: Christian Stock, deutscher Politiker, Ministerpräsident von Hessen
- 1884: Peter Wust, deutscher christlicher Existenzphilosoph
- 1885: Antonio Létourneau, kanadischer Organist und Musikpädagoge
- 1885ː Marianne Saxl-Deutsch, österreichische Malerin, Grafikerin und Kunstgewerblerin
- 1886: Robert Hohlbaum, österreichischer Bibliothekar, Romanautor und Dramatiker
- 1887ː Hedwig Burgheim, Pädagogin, Leiterin des Fröbelseminars in Gießen, Holocaustopfer
- 1887: Wladimir Uralski, russischer bzw. sowjetischer Schauspieler
- 1887: Daniel Zamudio Guerrero, kolumbianischer Komponist und Musikwissenschaftler
- 1888: Friedhelm Haniel, deutscher Landschaftsmaler, Reeder, Kunstsammler und Mäzen
- 1889: Anna Bachmann-Eugster, erste Berufsberaterin für Frauen in der Schweiz und Mitbegründerin der Zentralstelle für Frauenberufe
- 1890: Ivor Gurney, englischer Komponist
- 1891: Michael Tschechow, russisch-US-amerikanischer Schauspieler, Regisseur und Autor
- 1892: Augustin Souchy, deutscher Anarchist und Antimilitarist
- 1893: Hans Atmer, deutscher Architekt
- 1893: Lawrence Benjamin Brown, US-amerikanischer Pianist und Arrangeur

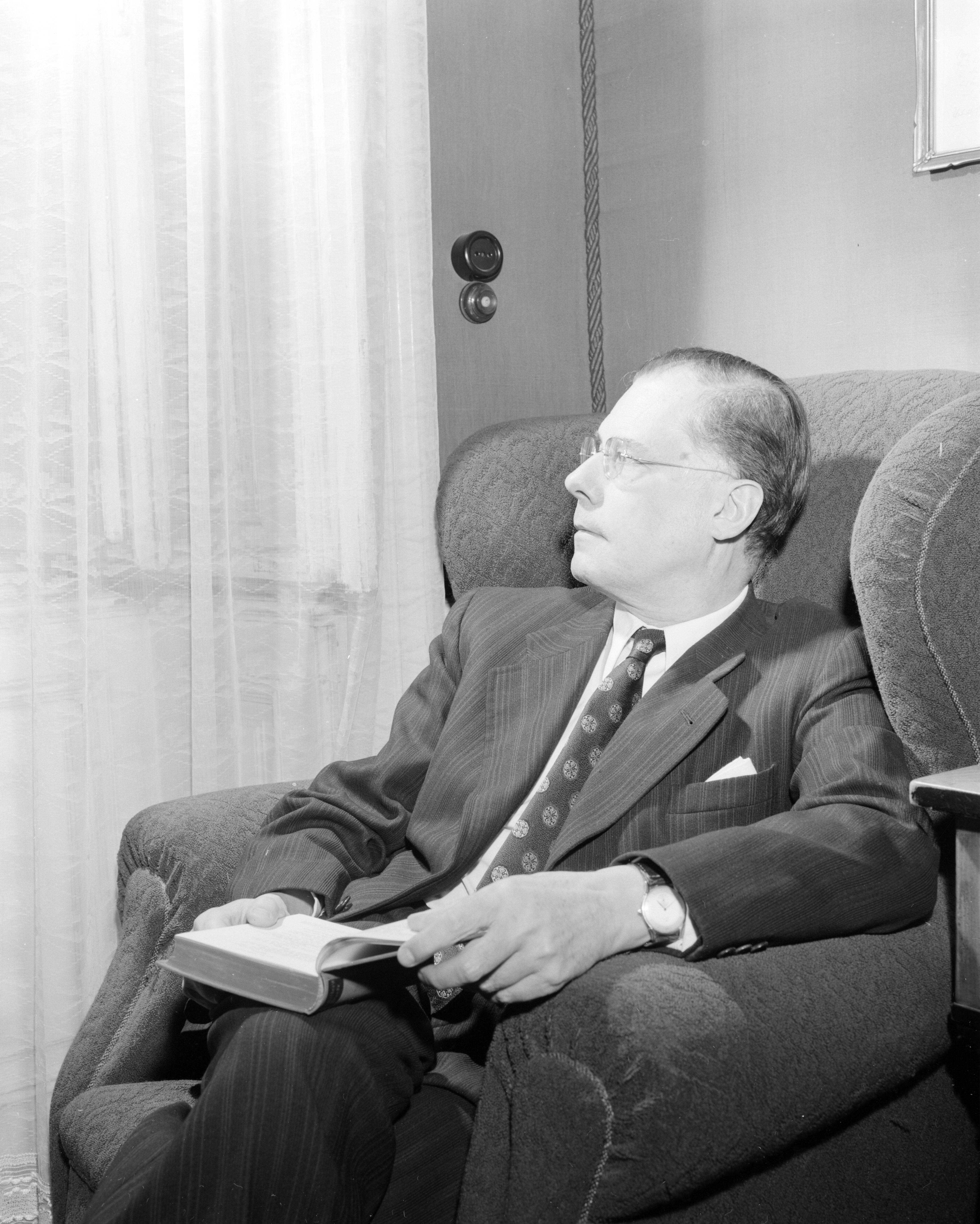
Karl Böhm (* 1894)

- 1894: Karl Böhm, österreichischer Dirigent
- 1895: Václav Kaplický, tschechischer Prosaist, Verleger und epischer Dichter
- 1896: Wim Addicks, niederländischer Fußballspieler
- 1896: Liam O’Flaherty, irischer Schriftsteller
- 1897: Wilhelm Nowack, deutscher Politiker, Journalist und Volkswirt
- 1897: Bernard Povel, deutscher Politiker
- 1898: Joe Rooney, US-amerikanischer American-Football-Spieler
- 1899: Charles Boyer, französischer Schauspieler
- 1899: James Wong Howe, US-amerikanischer Kameramann
- 1899: Andrei Platonowitsch Platonow, russischer Schriftsteller

### 20. Jahrhundert

#### 1901–1925
- 1901: Paul Henry Lang, US-amerikanischer Musikwissenschaftler
- 1902: Karl Braun, deutscher Motorradrennfahrer
- 1902: Otto Neumann, deutscher Leichtathlet, Olympiamedaillengewinner
- 1903: Paul Arzens, französischer Designer
- 1903: Bruno Bettelheim, US-amerikanischer Psychoanalytiker und Kinderpsychologe
- 1903: Rudolf Wagner-Régeny, deutscher Komponist
- 1904: Joseph Urdich, österreichischer Bibliothekar und Bücherdieb
- 1904: Willibald Mücke, deutscher Politiker
- 1906: John Betjeman, britischer Dichter und Journalist
- 1906: Louis Parrot, französischer Lyriker und Essayist, Journalist und Übersetzer
- 1907: Nino Taranto, italienischer Schauspieler, Komiker und Sänger

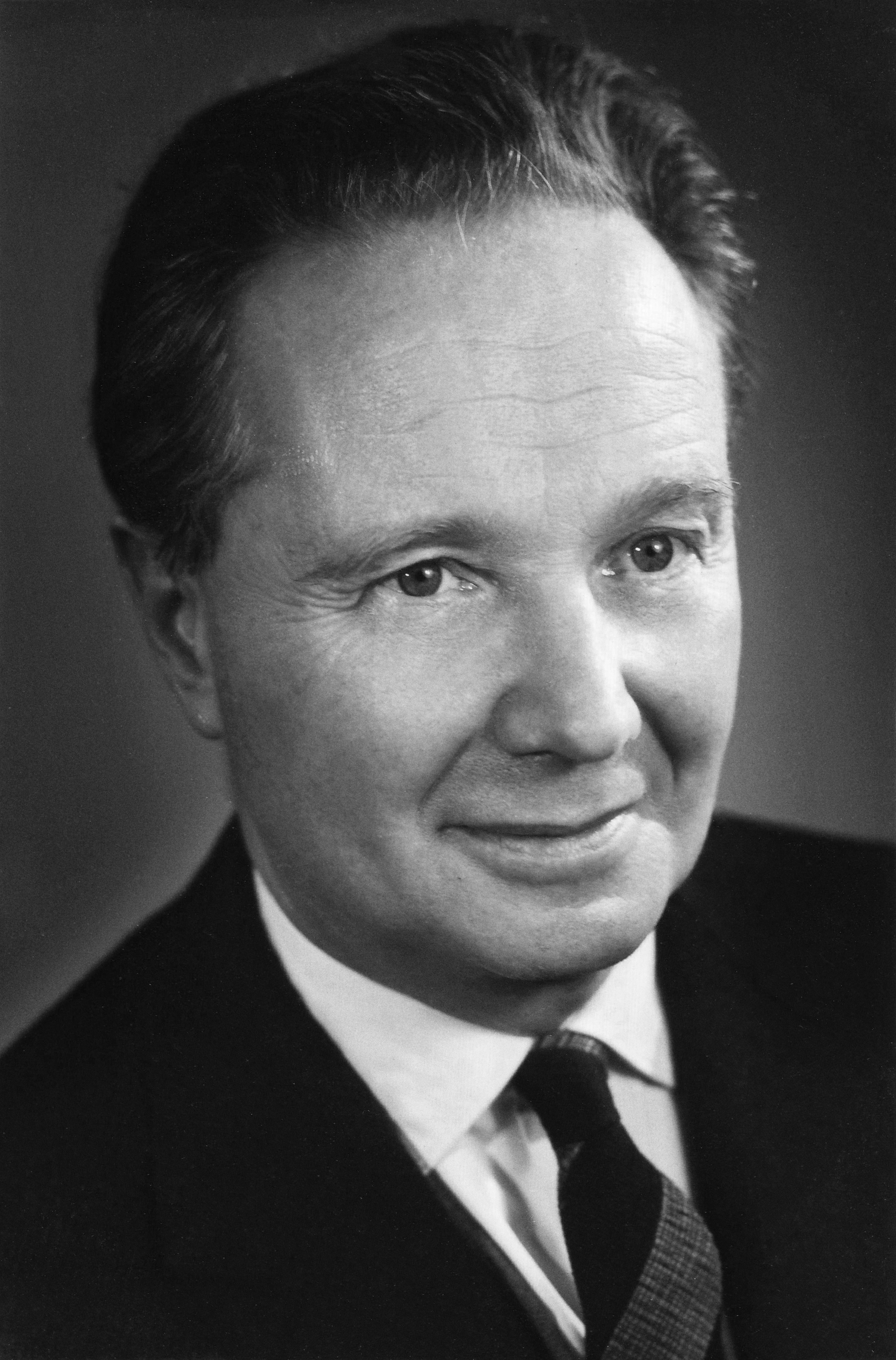
Robert Merle (* 1908)

- 1908: Robert Merle, französischer Schriftsteller und Romancier
- 1908: Wilhelm Urban, deutscher Politiker, MdB
- 1909: Fritz Ihlau, deutscher Komponist und Musiker
- 1910: Wolfgang Kimmig, deutscher Prähistoriker
- 1910: Tjalling C. Koopmans, niederländisch-US-amerikanischer Ökonom
- 1910: Karl Zischek, österreichischer Fußballspieler
- 1911: Nérée Arsenault, kanadischer Politiker und Forstingenieur
- 1911: Dawid Gerschfeld, ukrainisch-moldawischer Komponist und Hochschullehrer
- 1911: Joseph Luns, niederländischer Diplomat, NATO-Generalsekretär
- 1912: George Alcock, britischer Astronom

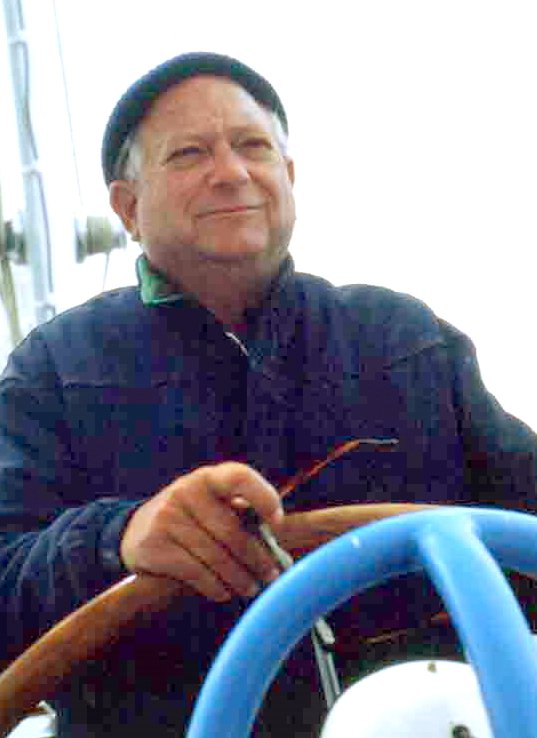
Jack Vance (* 1916)

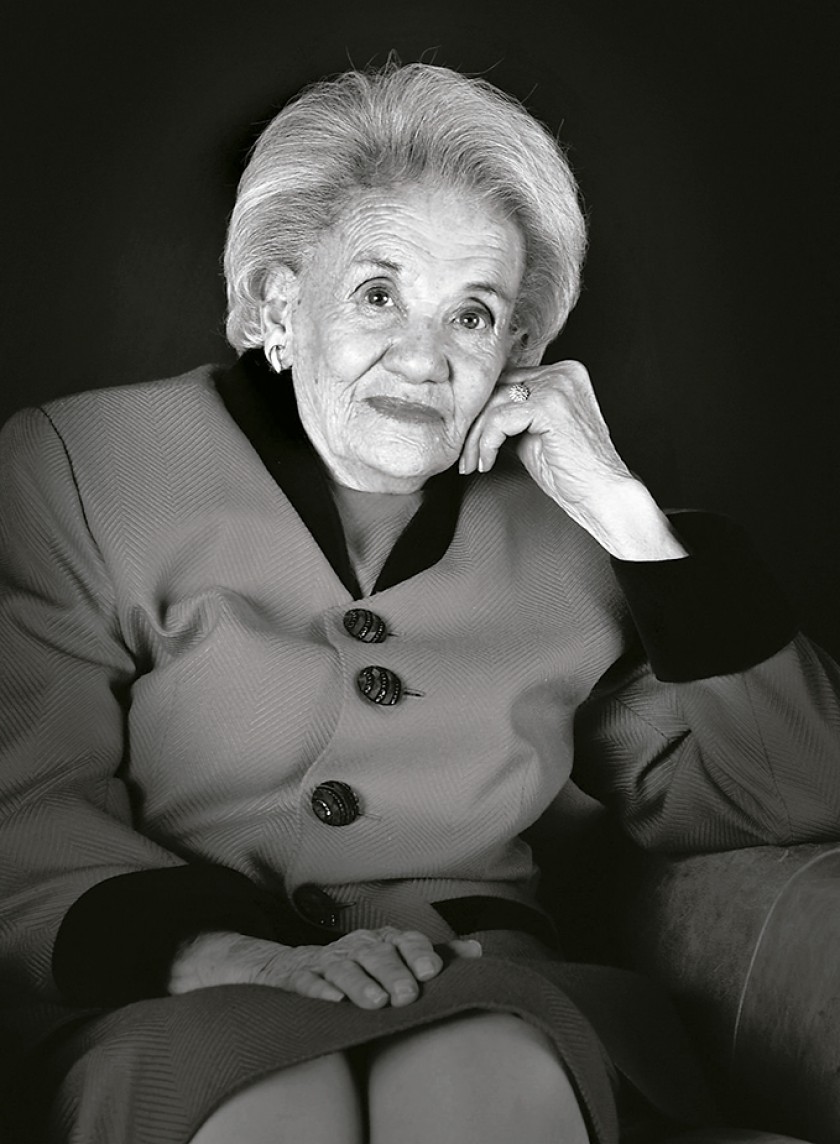
Lidia Gueiler Tejada (* 1921)

- 1912: Henning Strümpell, deutscher General
- 1913: Olga Costa, mexikanische Malerin
- 1913: Robertson Davies, kanadischer Schriftsteller, Kritiker und Journalist
- 1913: Hermann Kellenbenz, deutscher Historiker
- 1914: Gerda Johanna Werner, deutsche Malerin, Modell für das 50-Pfennig-Stück
- 1915: Werner Ahrens, deutscher Journalist und Diplomat
- 1915: Simon Oakland, US-amerikanischer Schauspieler
- 1916: Cleonice Berardinelli, brasilianische Literaturwissenschaftlerin
- 1915: Bernard Wolfe, US-amerikanischer Schriftsteller
- 1916: Charles Wright Mills, US-amerikanischer Soziologe
- 1916: Jack Vance, US-amerikanischer Science-Fiction-Autor
- 1917: Claire-Lise de Benoit, Schweizer Schriftstellerin
- 1917: Jack Kirby, US-amerikanischer Comiczeichner
- 1918: Alejandro Agustín Lanusse, argentinischer Militär und Politiker
- 1919: Godfrey Hounsfield, britischer Elektrotechniker, einer der Väter der Computertomografie, Nobelpreisträger
- 1919: Adolf Storms, deutscher Angehöriger der Waffen-SS, Kriegsverbrecher
- 1921: Fernando Fernán Gómez, spanischer Schauspieler und Regisseur
- 1921: Barbro Hiort af Ornäs, schwedische Schauspielerin
- 1921: Lidia Gueiler Tejada, Präsidentin Boliviens
- 1922: Artur Levi, deutscher Hochschullehrer und Oberbürgermeister der Stadt Göttingen
- 1923: Velta Līne, sowjetische bzw. lettische Schauspielerin
- 1923: Fernando Rielo, spanischer Philosoph, Gründer der Missionare Identes
- 1924: Jimmy Daywalt, US-amerikanischer Autorennfahrer
- 1924: Janet Frame, neuseeländische Schriftstellerin
- 1925: Donald O’Connor, US-amerikanischer Schauspieler, Sänger, Moderator und Tänzer
- 1925: Juri Walentinowitsch Trifonow, sowjetischer Schriftsteller

#### 1926–1950

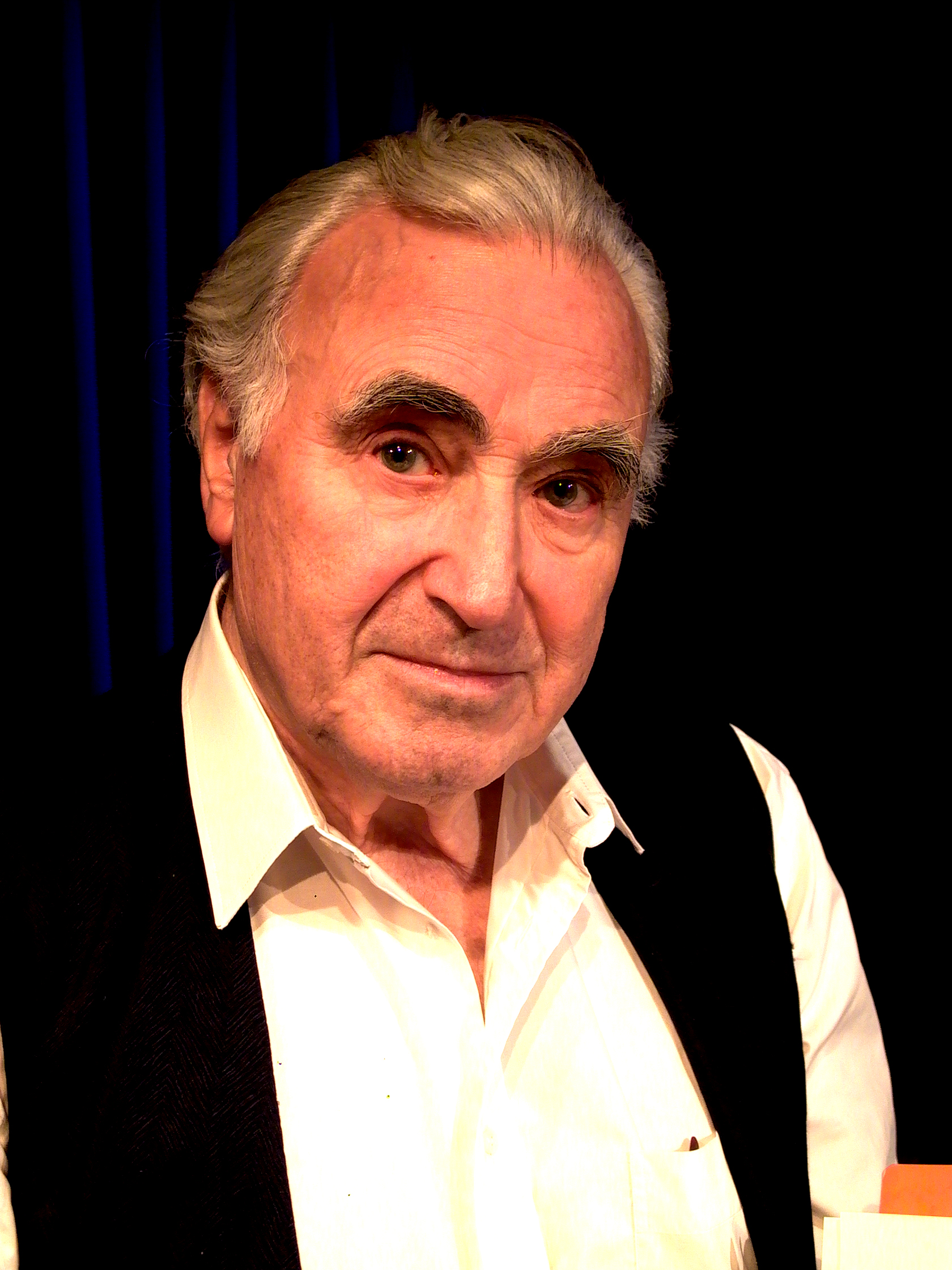
Karl-Michael Vogler (* 1928)

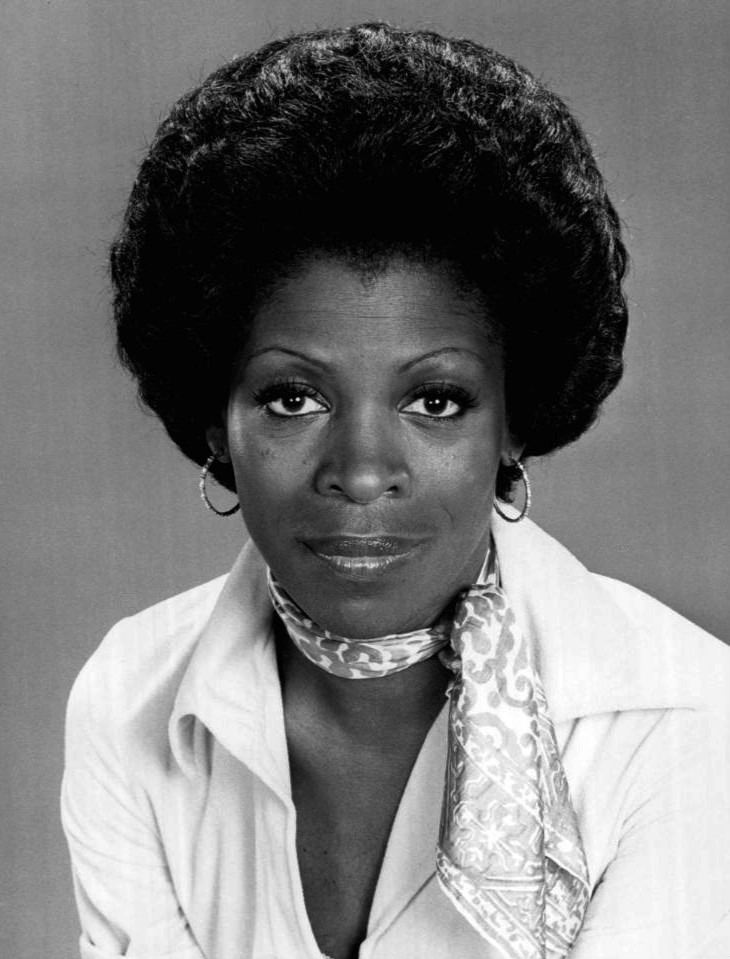
Roxie Roker (* 1929)

- 1926: Hal Russell, US-amerikanischer Jazzmusiker
- 1927: Horst Vetter, deutscher Politiker und Berliner Senator
- 1928: Katja Georgi, deutsche Filmregisseurin
- 1928: Hermann Glaser, deutscher Publizist
- 1928: Gerd von Haßler, deutscher Autor und Regisseur, Komponist und Produzent
- 1928: Karl-Michael Vogler, deutscher Schauspieler
- 1929: István Kertész, ungarischer Dirigent
- 1929: Heinz G. Lück, deutscher Schauspieler
- 1929: Roxie Roker, US-amerikanische Schauspielerin
- 1930: Dietz-Otto Edzard, deutscher Altorientalist
- 1930: Ben Gazzara, US-amerikanischer Schauspieler
- 1930: Albert Lipfert, deutscher Tierarzt und Politiker
- 1930: Irinej, serbisch-orthodoxer Patriarch
- 1931: Josef Dreier, deutscher Kommunalpolitiker
- 1931: István Erdélyi, ungarischer Archäologe und Historiker
- 1932: Yakir Aharonov, israelischer Physiker
- 1932: Andy Bathgate, kanadischer Eishockeyspieler
- 1934: Leander Petzoldt, deutscher Volkskundler
- 1936: Bert Schneider, österreichischer Motorradrennfahrer
- 1936: Jānis Vitomskis, lettischer Schachspieler
- 1937: Haydée Coloso, philippinische Schwimmerin

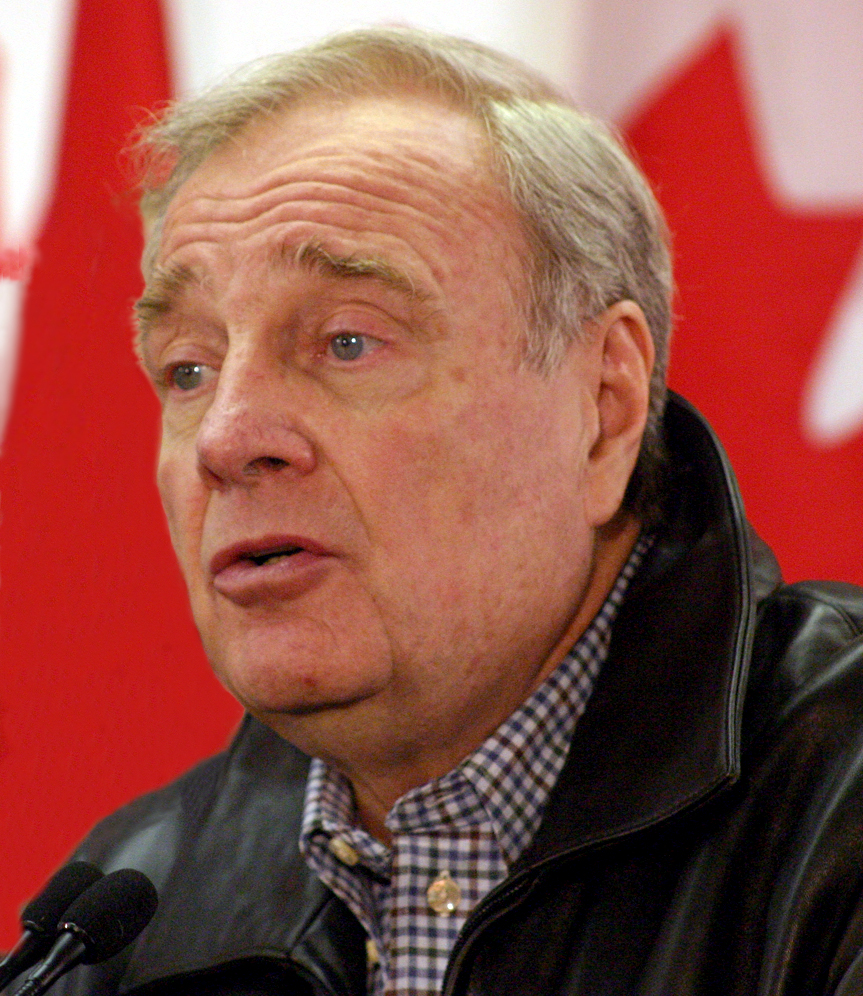
Paul Martin (* 1938)

- 1938: Paul Martin, kanadischer Politiker, Premierminister
- 1938: Mario Martiradonna, italienischer Fußballspieler
- 1939: Robert Aitken, kanadischer Flötist, Komponist und Musikpädagoge
- 1939: Joachim Wittstock, rumäniendeutscher Sprachwissenschaftler und Schriftsteller
- 1940: Christian Ludwig Attersee, österreichischer Maler der Pop Art
- 1940: William Cohen, US-amerikanischer Politiker, Verteidigungsminister
- 1940: Dirk Galuba, deutscher Schauspieler
- 1940: Philippe Léotard, französischer Sänger
- 1941: Heinz-Dieter Hasebrink, deutscher Fußballspieler
- 1941: John Stanley Marshall, britischer Schlagzeuger
- 1942: Marianne Groß, deutsche Filmschauspielerin
- 1942: Lothar Meid, deutscher Musiker und Filmkomponist

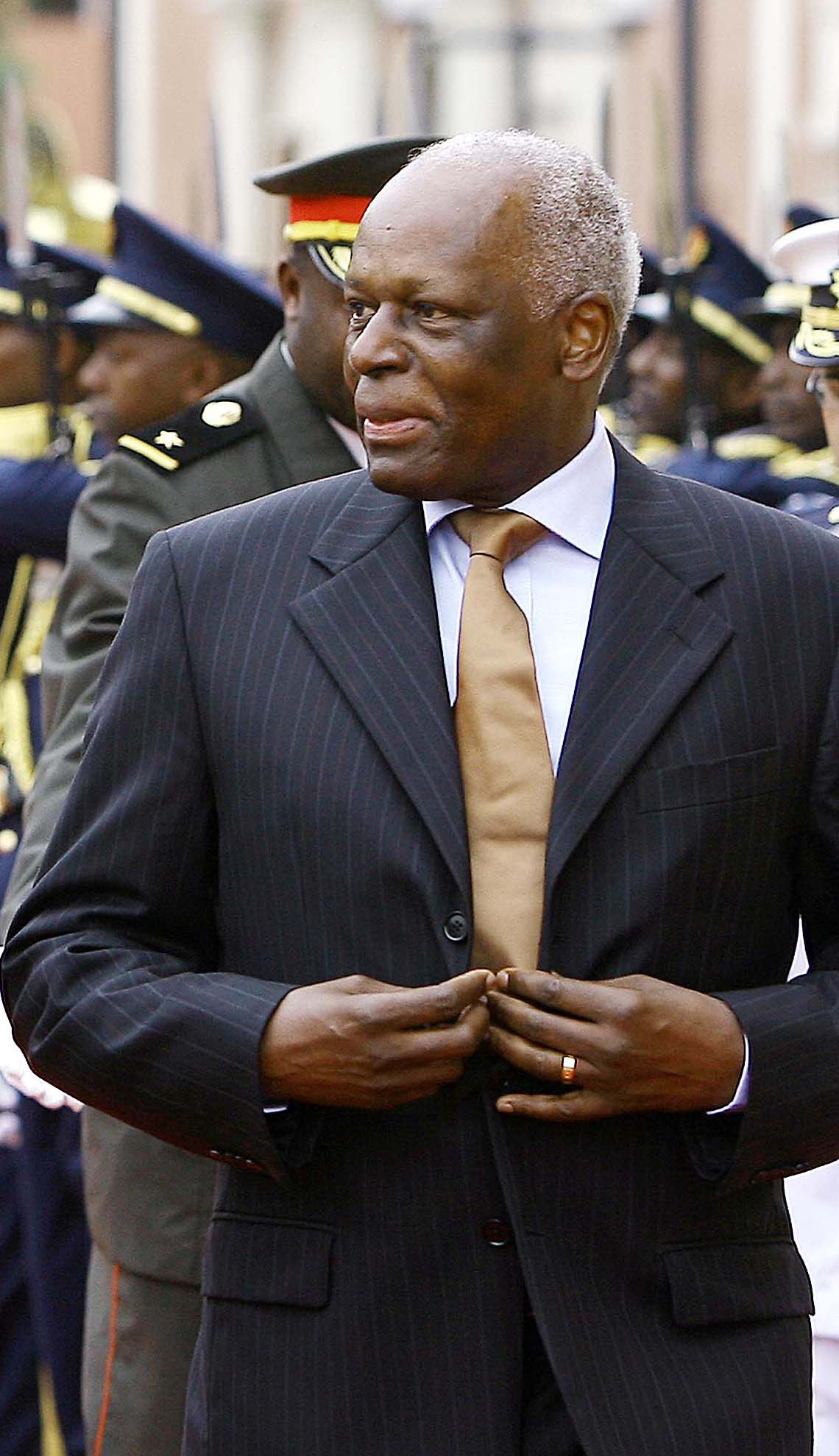
José Eduardo dos Santos (* 1942)

- 1942: José Eduardo dos Santos, angolanischer Politiker, Staatspräsident
- 1942: Jorge Urosa, venezolanischer Geistlicher, Erzbischof von Caracas, Kardinal
- 1943: Surayud Chulanont, thailändischer Premierminister und Politiker
- 1943: Branislav Sloboda, slowakisch-deutscher Forstwissenschaftler, Mathematiker und Informatiker
- 1943: David Soul, US-amerikanischer Schauspieler und Sänger
- 1943: Frithjof Vierock, deutscher Schauspieler
- 1944: Hertha-Maria Haselmann, deutsche Gründerin der Lebenswende e. V. Drogenhilfe
- 1944: Melanie Tatur, deutsche Politikwissenschaftlerin
- 1945: Michael Aizenman, israelisch-US-amerikanischer mathematischer Physiker und Mathematiker

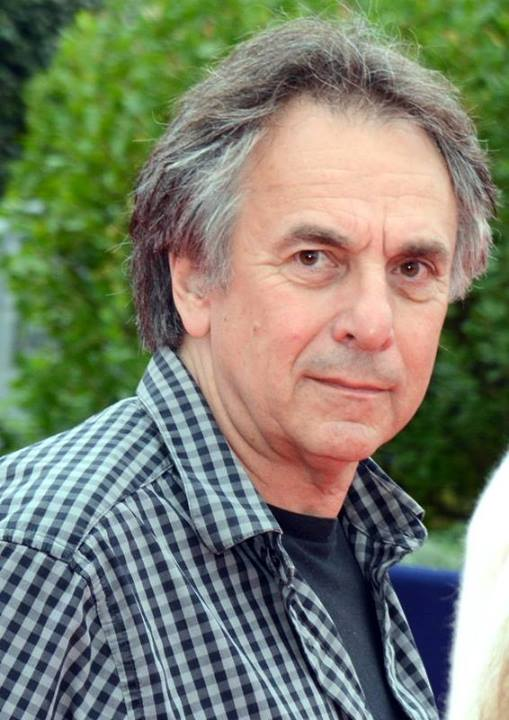
Bruno Nuytten (* 1945)

- 1945: Bruno Nuytten, französischer Cinematograph
- 1946: Alfonso Font, spanischer Comicautor
- 1946: Elena Mauti Nunziata, italienische Opernsängerin
- 1947: James Aubrey, britischer Schauspieler
- 1947: Emlyn Hughes, britischer Fußballspieler
- 1948: Leo G. Linder, deutscher Autor, Regisseur und Produzent
- 1948: Sonja Prunnbauer, deutsche Gitarristin
- 1948: Vonda N. McIntyre, US-amerikanische Schriftstellerin
- 1949: Robert Pötzschke, deutscher Fußballspieler
- 1949: Imogen Cooper, englische Pianistin
- 1949: Hugh Cornwell, britischer Musiker
- 1949: Svetislav Pešić, serbischer Basketballspieler und -trainer
- 1949: Conny Torstensson, schwedischer Fußballspieler
- 1950: Roberto Appratto, uruguayischer Schriftsteller und Literaturkritiker
- 1950: Michael Anthony Arthur, britischer Diplomat

#### 1951–1975
- 1951: Rafał Augustyn, polnischer Komponist, Musik- und Literaturkritiker
- 1951: Dieter Bast, deutscher Fußballspieler
- 1951: Barbara Hambly, US-amerikanische Fantasy- und Krimi-Autorin

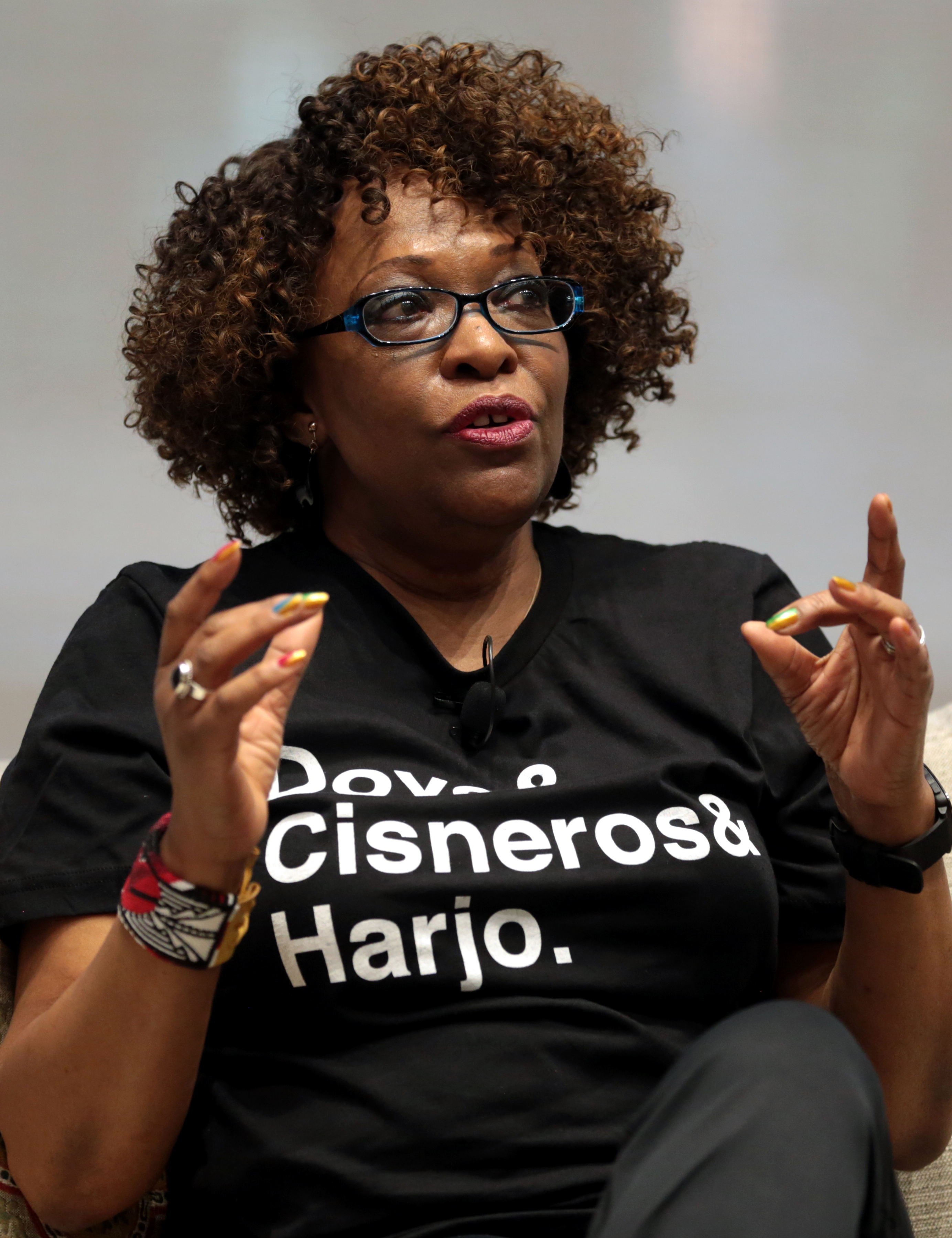
Rita Dove (* 1952)

- 1952: Rita Dove, US-amerikanische Dichterin und Schriftstellerin
- 1952: Wendelin Wiedeking, deutscher Automobilmanager
- 1953: Ditmar Jakobs, deutscher Fußballspieler
- 1953: Michael Rössner, österreichischer Kulturwissenschaftler, Romanist und Übersetzer
- 1953: Elmar Schenkel, deutscher Schriftsteller und Übersetzer
- 1954: Jozef Barmoš, slowakischer Fußballspieler und -trainer
- 1955: Beres Hammond, jamaikanischer Sänger und Musikproduzent
- 1955: Franz-Josef Toth, deutscher Fußballspieler und -trainer
- 1956: Eva Nitschke, deutsche Ruderin
- 1956: Benoît Peeters, französischer Comicautor und Schriftsteller

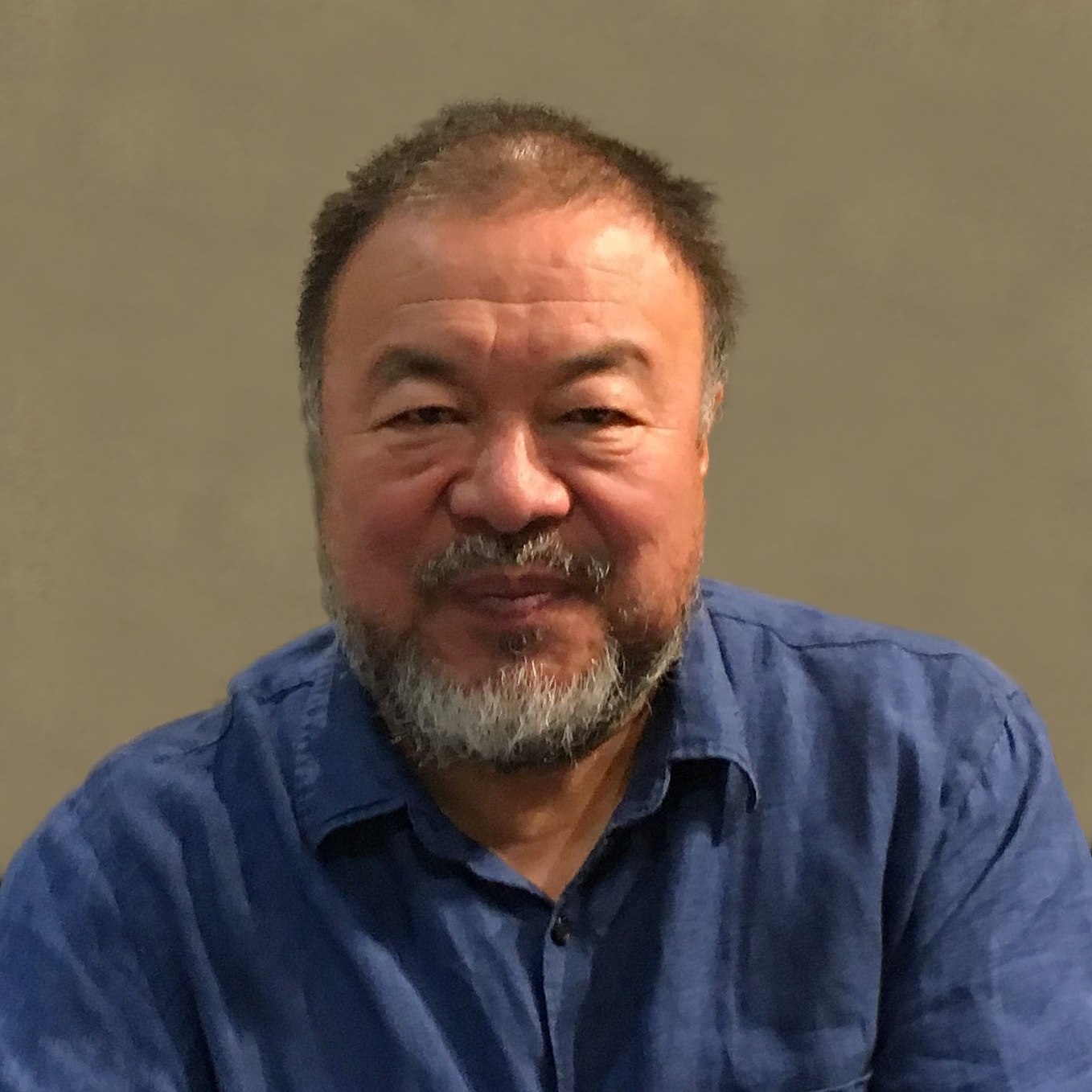
Ai Weiwei (* 1957)

- 1957: Ai Weiwei, chinesischer Konzeptkünstler, Bildhauer, Kurator und Menschenrechtler
- 1957: Frank Baumann, Schweizer Fernsehmoderator, Werber und Satiriker
- 1957: Karin Binder, deutsche Politikerin, MdB
- 1957: Ivo Josipović, kroatischer Politiker und Komponist
- 1957: Erich Möchel, österreichischer Redakteur
- 1957: Daniel Stern, US-amerikanischer Schauspieler
- 1958: Scott Hamilton, US-amerikanischer Eiskunstläufer
- 1958: Peter Malota, US-amerikanischer Schauspieler und Martial-Arts-Kämpfer
- 1960: Leroy Chiao, US-amerikanischer Astronaut
- 1960: Emma Samms, britische Schauspielerin und Drehbuchautorin
- 1961: Stefan Arndt, deutscher Filmproduzent
- 1961: Jennifer Coolidge, US-amerikanische Schauspielerin

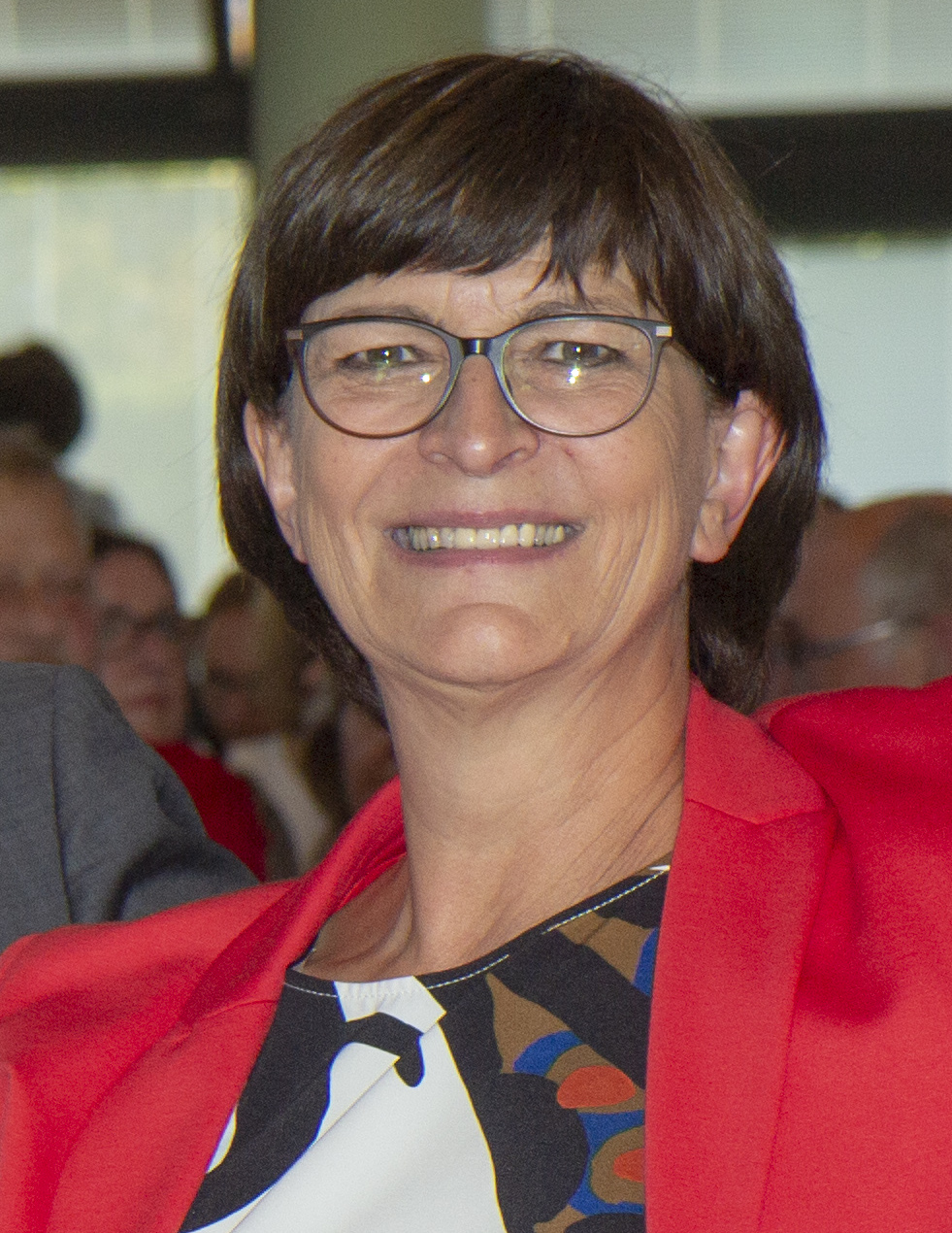
Saskia Esken (* 1961)

- 1961: Saskia Esken, deutsche Politikerin, MdB
- 1962: David Fincher, US-amerikanischer Regisseur und Produzent
- 1963: Peter Assmann, österreichischer Schriftsteller
- 1963: Regina Jacobs, US-amerikanische Leichtathletin
- 1964: Annette Focks, deutsche Musikerin und Komponistin
- 1964: Antje Tillmann, deutsche Politikerin, MdB
- 1965: Miroslav Dreszer, polnischer Fußballspieler
- 1965: Andrés Cea Galán, spanischer Musiker
- 1965: Amanda Tapping, kanadische Schauspielerin

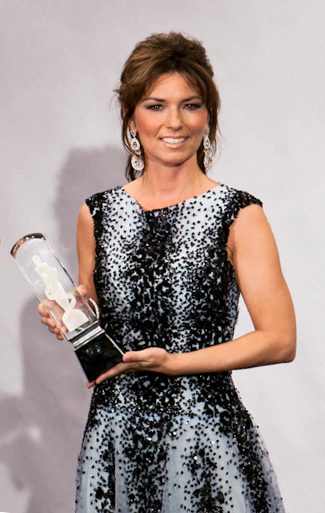
Shania Twain (* 1965)

- 1965: Shania Twain, kanadische Country- und Popmusik-Sängerin
- 1966: René Higuita, kolumbianischer Fußballspieler
- 1966: Michele Padovano, italienischer Fußballspieler
- 1967: Sieglinde Cadusch, Schweizer Leichtathletin
- 1968: Gianluca Bortolami, italienischer Radrennfahrer
- 1968: Billy Boyd, britischer Schauspieler
- 1968: Gregor Weber, deutscher Schauspieler
- 1969: Christoph Ahlhaus, deutscher Politiker

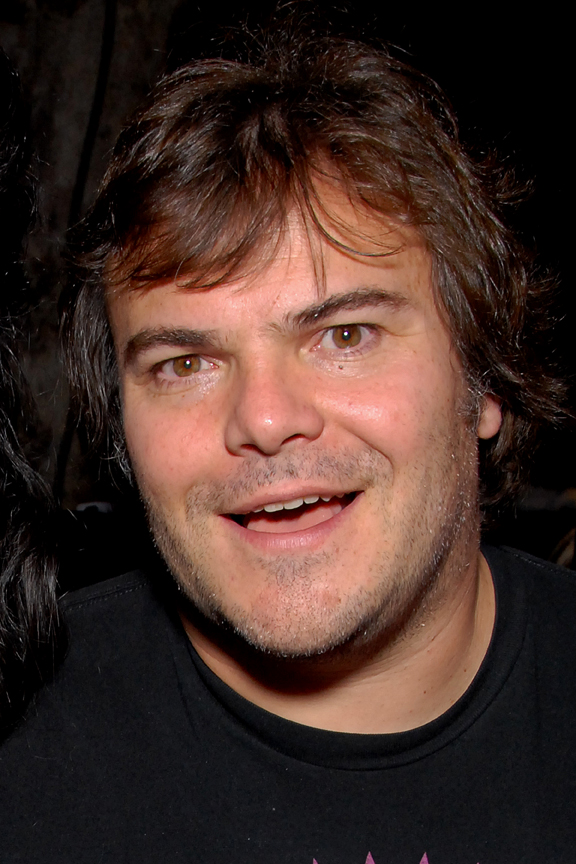
Jack Black (* 1969)

- 1969: Jack Black, kanadisch-US-amerikanischer Schauspieler und Sänger
- 1969: Philipp Brammer, deutscher Schauspieler
- 1969: Anke Möhring, deutsche Schwimmerin
- 1969: Jason Priestley, kanadischer Schauspieler und Regisseur
- 1969: Pierre Turgeon, kanadischer Eishockeyspieler
- 1970: Sherrié Austin, australische Country-Sängerin, Songschreiberin und Schauspielerin
- 1970: Loïc Leferme, französischer Apnoetaucher
- 1971: Todd Eldredge, US-amerikanischer Eiskunstläufer
- 1971: Janet Evans, US-amerikanische Schwimmerin, Olympiasiegerin

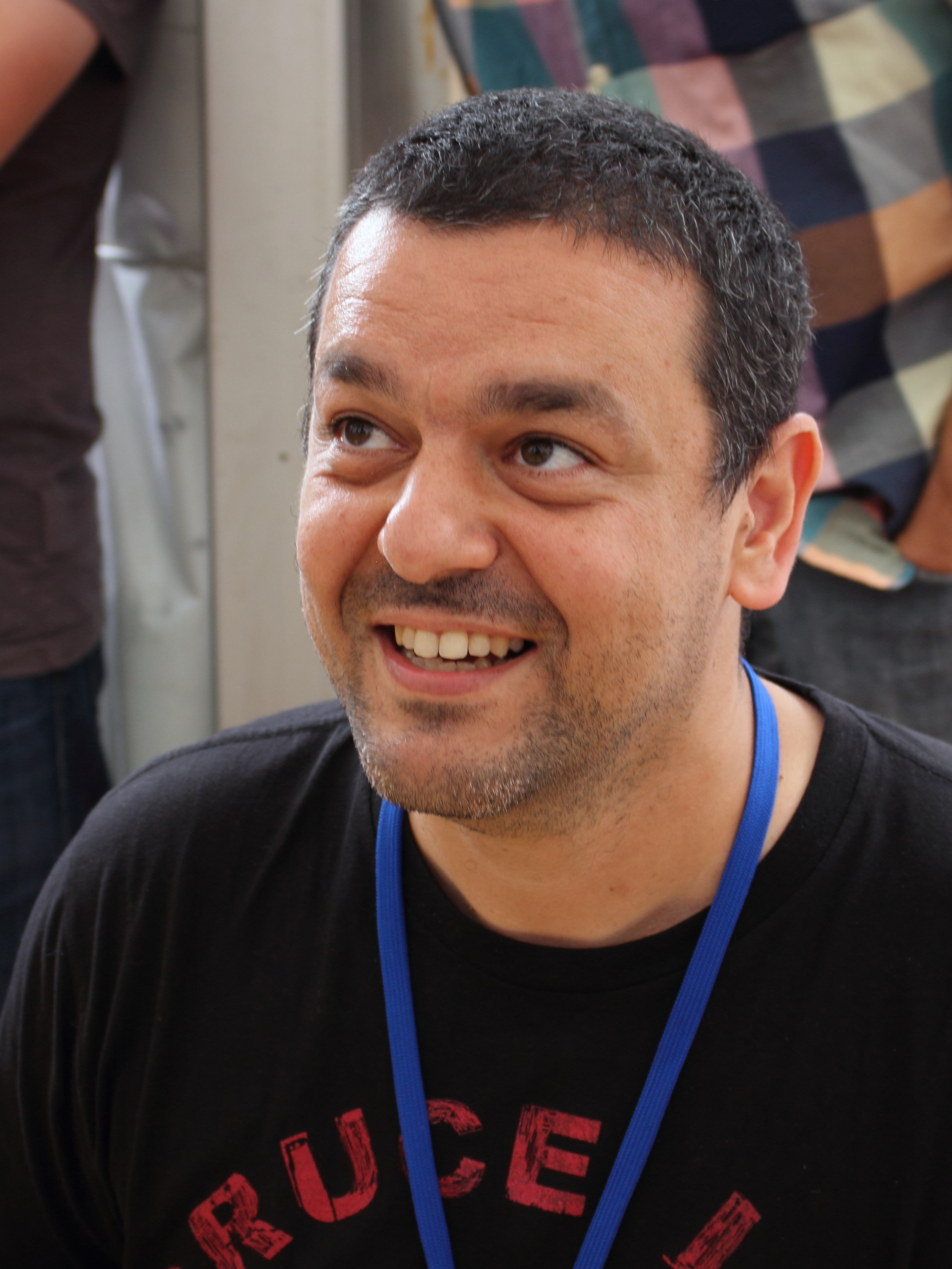
Joann Sfar (* 1971)

- 1971: Joann Sfar, französischer Comiczeichner
- 1972: Annika Kuhl, deutsche Theater- und Filmschauspielerin
- 1972: Dsmitryj Sawadski, belarussischer Kameramann
- 1972: Eike Schweikhardt, deutscher Schauspieler und Kameramann
- 1973: Eric Gull, argentinisch-schweizerischer Handballspieler
- 1973: J. August Richards, US-amerikanischer Schauspieler
- 1974: Nicole Deitelhoff, Politikwissenschaftlerin und Konfliktforscherin
- 1974: Carsten Jancker, deutscher Fußballspieler
- 1975: Eugene Byrd, US-amerikanischer Schauspieler
- 1975: Nicole Janischewski, deutsche Fußballspielerin
- 1975: Senad Tiganj, slowenischer Fußballspieler

#### 1976–2000

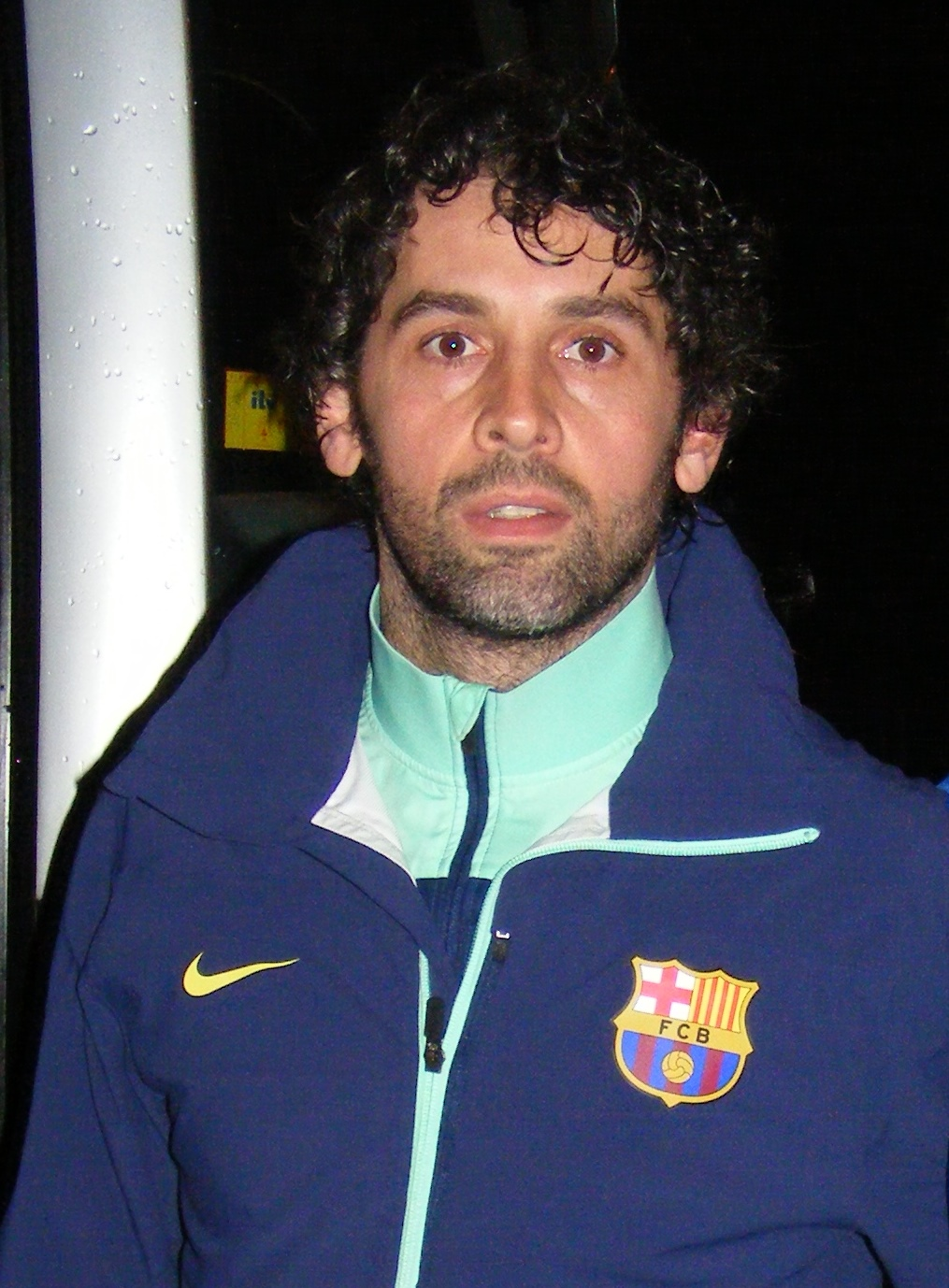
Juanín García (* 1977)

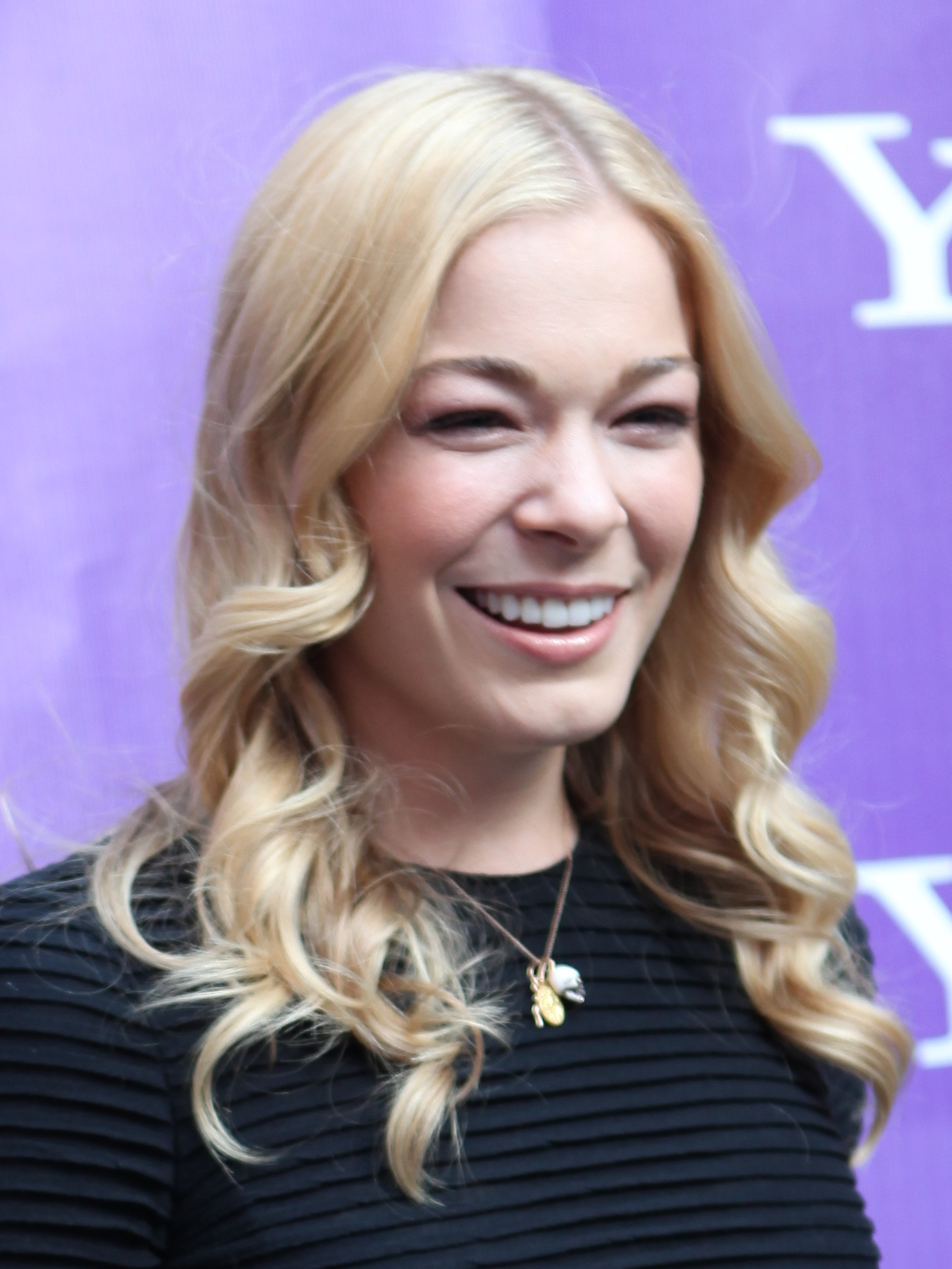
LeAnn Rimes (* 1982)

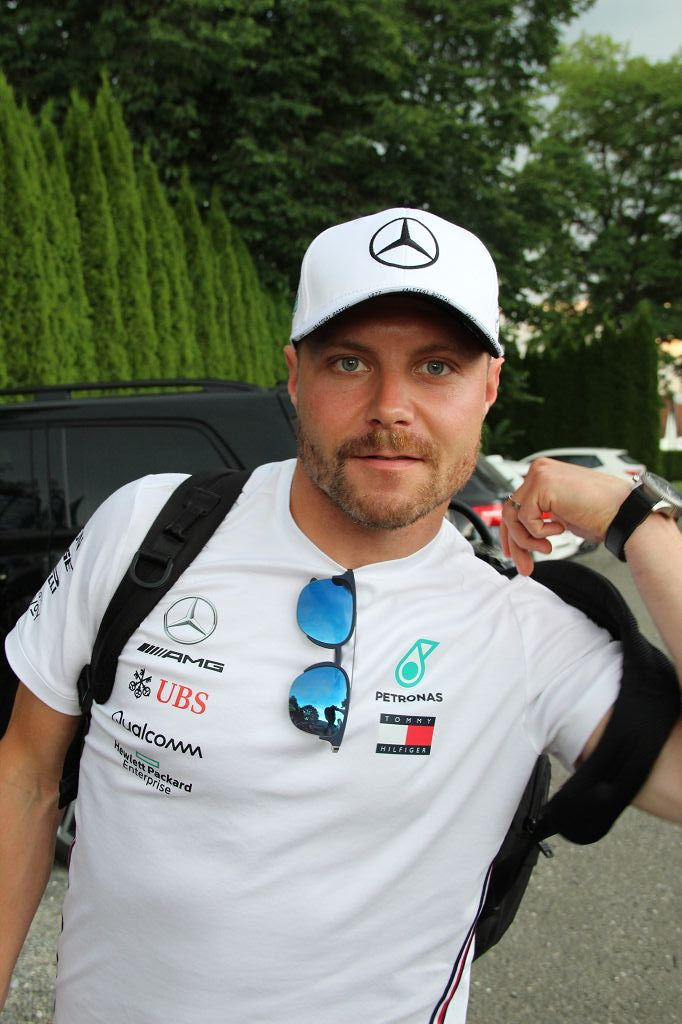
Valtteri Bottas (* 1989)

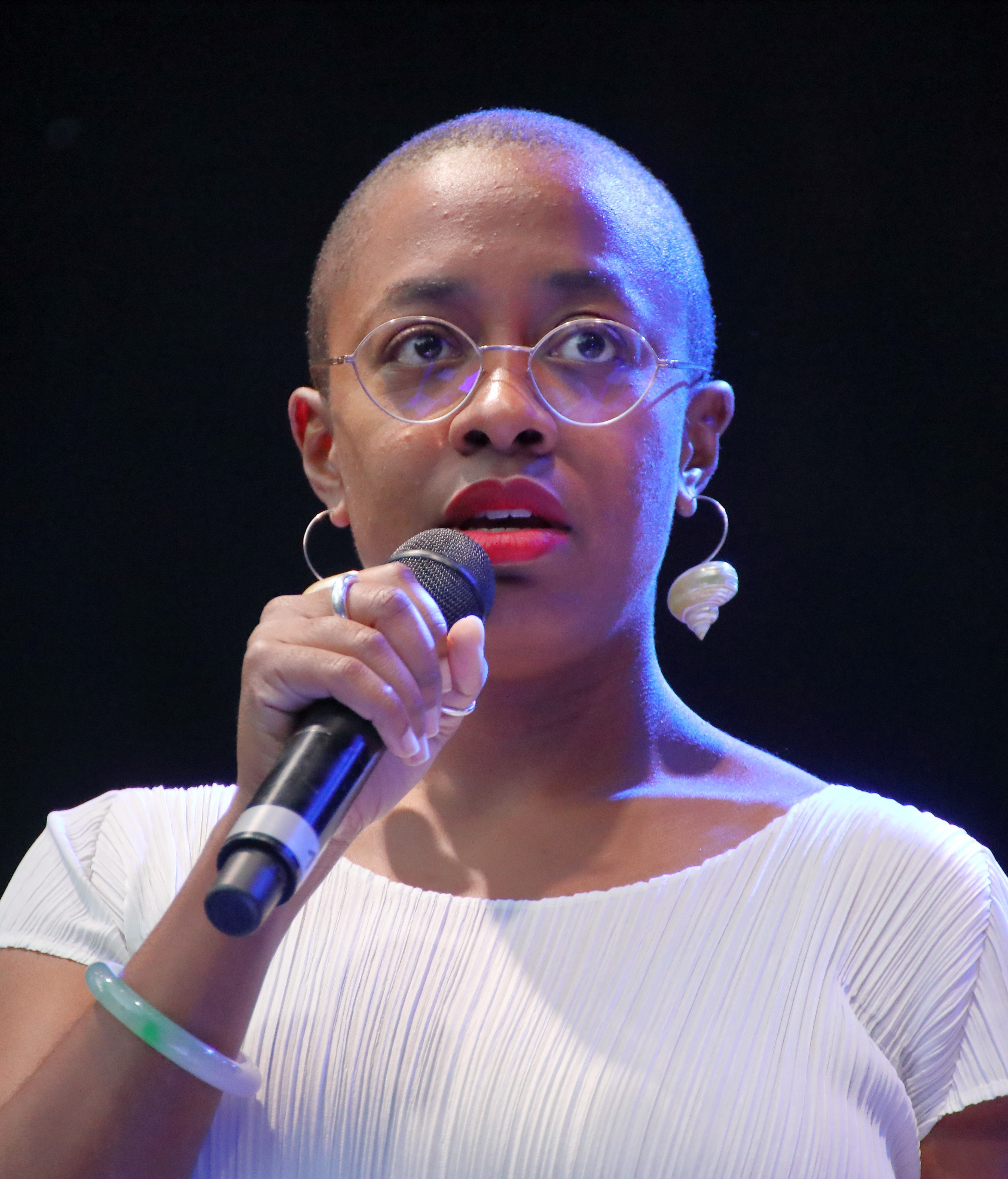
Cécile McLorin Salvant (* 1989)

- 1976: Tyree Washington, US-amerikanischer Leichtathlet
- 1977: Daniel Andersson, schwedischer Fußballspieler
- 1977: Juanín García, spanischer Handballspieler und -trainer
- 1978: Danijel Anđelković, serbischer Handballspieler und -trainer
- 1978: Kelly Overton, US-amerikanische Schauspielerin
- 1979: Robert Hoyzer, deutscher Fußballschiedsrichter
- 1979: Markus Pröll, deutscher Fußballspieler
- 1979: Kyriakos Stamatopoulos, griechisch-kanadischer Fußballspieler
- 1980: Carly Pope, kanadische Schauspielerin
- 1980: Petra Schmidt-Schaller, deutsche Schauspielerin
- 1981: Daniel Gygax, Schweizer Fußballspieler
- 1981: Frank Löning, deutscher Fußballspieler
- 1981: Raphael Matos, brasilianischer Rennfahrer
- 1981: Jonas Projer, Schweizer Fernsehmoderator
- 1981: Agata Wróbel, polnische Gewichtheberin
- 1982: Thiago Motta, brasilianischer Fußballspieler
- 1982: LeAnn Rimes, US-amerikanische Sängerin
- 1983: Manuela Mölgg, italienische Skirennläuferin
- 1983: Christian Pander, deutscher Fußballspieler
- 1983: Lilli Schwarzkopf, deutsche Leichtathletin
- 1984: Sarah Roemer, US-amerikanische Schauspielerin
- 1984: Dominik Weber, deutscher Schauspieler
- 1985: Kjetil Jansrud, norwegischer Skirennläufer
- 1986: Walid Atta, äthiopisch-schwedischer Fußballspieler
- 1986: Bettina Burchard, deutsche Schauspielerin
- 1986: James Davison, australischer Rennfahrer
- 1987: Leonardo Genoni, Schweizer Eishockeytorhüter
- 1987: Caleb Moore, US-amerikanischer Quad- und Schneemobilfahrer
- 1989: César Azpilicueta, spanischer Fußballspieler
- 1989: Valtteri Bottas, finnischer Rennfahrer
- 1989: Alexander Prince Osei, deutscher Schauspieler und Tänzer
- 1989: Cécile McLorin Salvant, US-amerikanische Jazzsängerin
- 1990: Brahim Boudebouda, algerischer Fußballspieler
- 1990: Michael Christensen, dänischer Rennfahrer
- 1990: Bojan Krkić, serbisch-spanischer Fußballspieler
- 1990: Brooke Wales, US-amerikanische Skirennläuferin
- 1991: Jessica Inacio, deutsche Handballspielerin
- 1991: Kyle Massey, US-amerikanischer Schauspieler
- 1992: Bentley Baxter Bahn, deutscher Fußballspieler

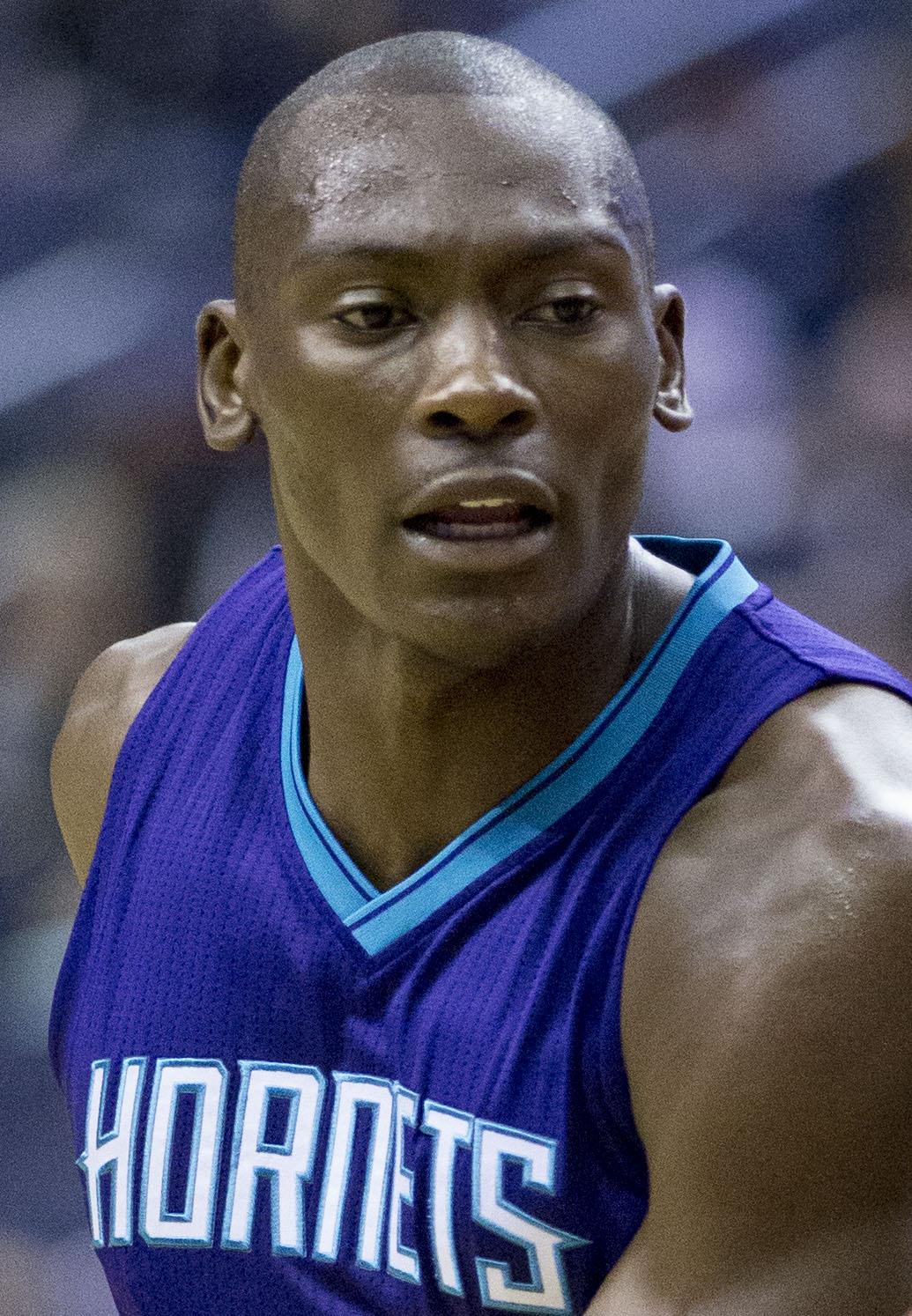
Bismack Biyombo (* 1992)

- 1992: Bismack Biyombo, kongolesischer Basketballspieler
- 1992: Willis Feasey, neuseeländischer Skirennläufer
- 1994: Felix Jaehn, deutscher Musikproduzent
- 1994: Junior Malanda, belgischer Fußballspieler
- 1995: Jeremy Dudziak, deutscher Fußballspieler
- 1995: Amina Merai, deutsche Schauspielerin
- 1995: Andreas Wellinger, deutscher Skispringer
- 1997: Sascha Pfattheicher, deutscher Handballspieler
- 1997: Mykal Walker, US-amerikanischer American-Football-Spieler
- 1999: Felix Hacker, österreichischer Skirennläufer

### 21. Jahrhundert
- 2001: Uladsislau Schopik, belarussischer Poolbillardspieler
- 2003: Isak Frey, norwegischer Biathlet
- 2006: Kheun Bunpichmorakat, kambodschanische Schwimmerin

## Gestorben

### Vor dem 17. Jahrhundert
- 0388: Magnus Maximus, Kaiser im Westen des Römischen Reichs
- 0407: Moses der Äthiopier, nordafrikanischer Einsiedler, Priester und Märtyrer
- 0430: Augustinus von Hippo, Kirchenlehrer
- 0476: Orestes, römischer Feldherr, Vater des letzten weströmischen Kaisers
- 0683: K’inich Janaab Pakal I., bedeutendster Herrscher der Mayastadt Palenque
- 0770: Kōken, 46. und 48. Tennō von Japan
- 0876: Ludwig der Deutsche, ostfränkischer König
- 0886: Heinrich, ostfränkischer Graf
- 0994: Hadwig, Herzogin von Schwaben
- 0995: Heinrich II., Herzog von Bayern, genannt „der Zänker“
- 1065: Friedrich II., Herzog von Niederlothringen
- 1231: Eleonore von Portugal, portugiesische Infantin, Königin von Dänemark
- 1258: Gerhard II., Erzbischof von Bremen und Bischof von Hamburg
- 1282: Peter von Thure, Propst und Domherr von Brandenburg
- 1299: Nicholas Audley, 1. Baron Audley of Heleigh, englischer Magnat
- 1341: Leon V., König von Armenien
- 1361: Rudolf V., Markgraf von Baden
- 1377: Nikolaus von Bismarck, Stendaler Patrizier, Großkaufmann und Ratsherr
- 1397: Heinrich Kuwal, Priester des Deutschen Ordens und Bischof von Samland
- 1398: Otto von Diemeringen, elsässischer Domherr und Übersetzer
- 1437: Ulrich Putsch, Bischof von Brixen
- 1478: Donato Acciaiuoli, italienischer Gelehrter
- 1478: Jolande von Frankreich, Regentin von Savoyen

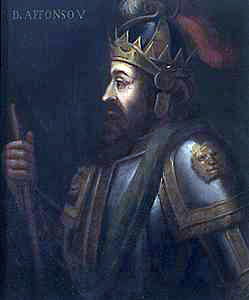
Alfons V. († 1481)

- 1481: Alfons V., König von Portugal aus dem Hause Avis
- 1506: Johannes von Thun, Bischof von Schwerin
- 1528: Pedro Navarro, spanischer Militärkommandant und Ingenieur
- 1530: Gerold Edlibach, Zürcher Chronist und Ratsherr
- 1540: Barbara Pächlerin, Opfer eines Zaubereiprozesses in Sarntal
- 1544: Alardus von Amsterdam, niederländischer humanistischer Gelehrter
- 1556: David Joris, Glasmaler und führende Persönlichkeit der Täuferbewegung
- 1561: Jacqueline de Longwy, Gräfin von Montpensier
- 1578: Giovanni Battista Zelotti, italienischer Maler
- 1580: Anton Brus von Müglitz, Bischof von Wien und Erzbischof von Prag
- 1590: Guillaume de Saluste du Bartas, französischer Schriftsteller

### 17./18. Jahrhundert

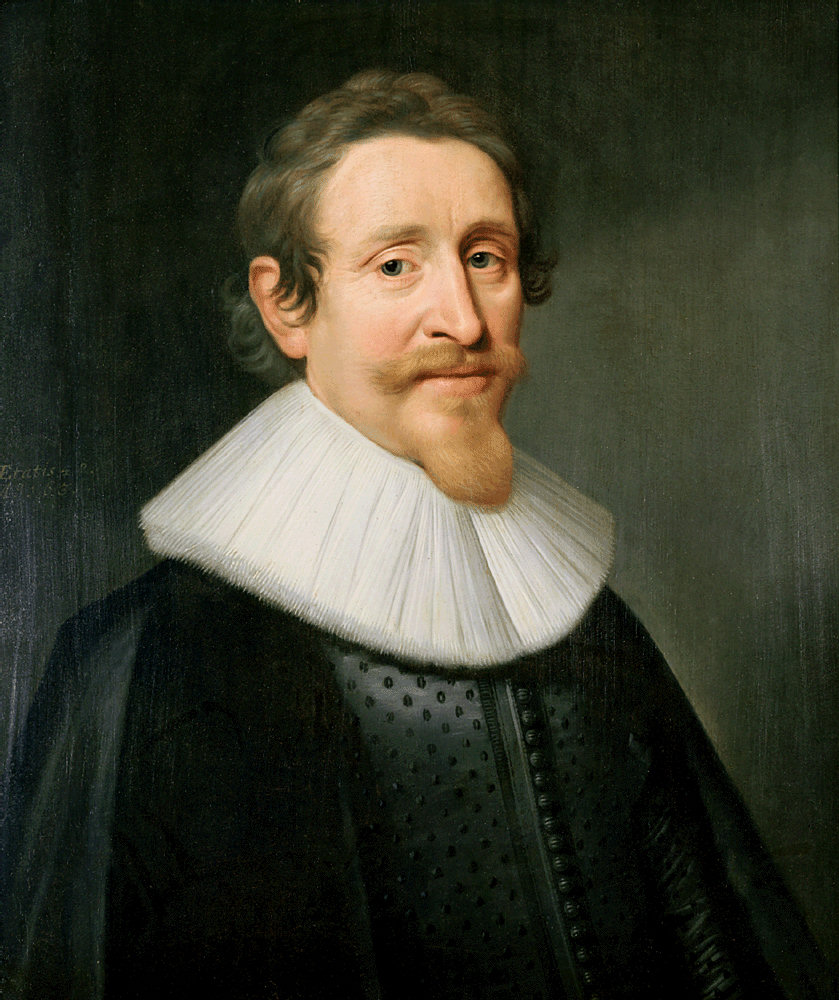
Hugo Grotius († 1645)

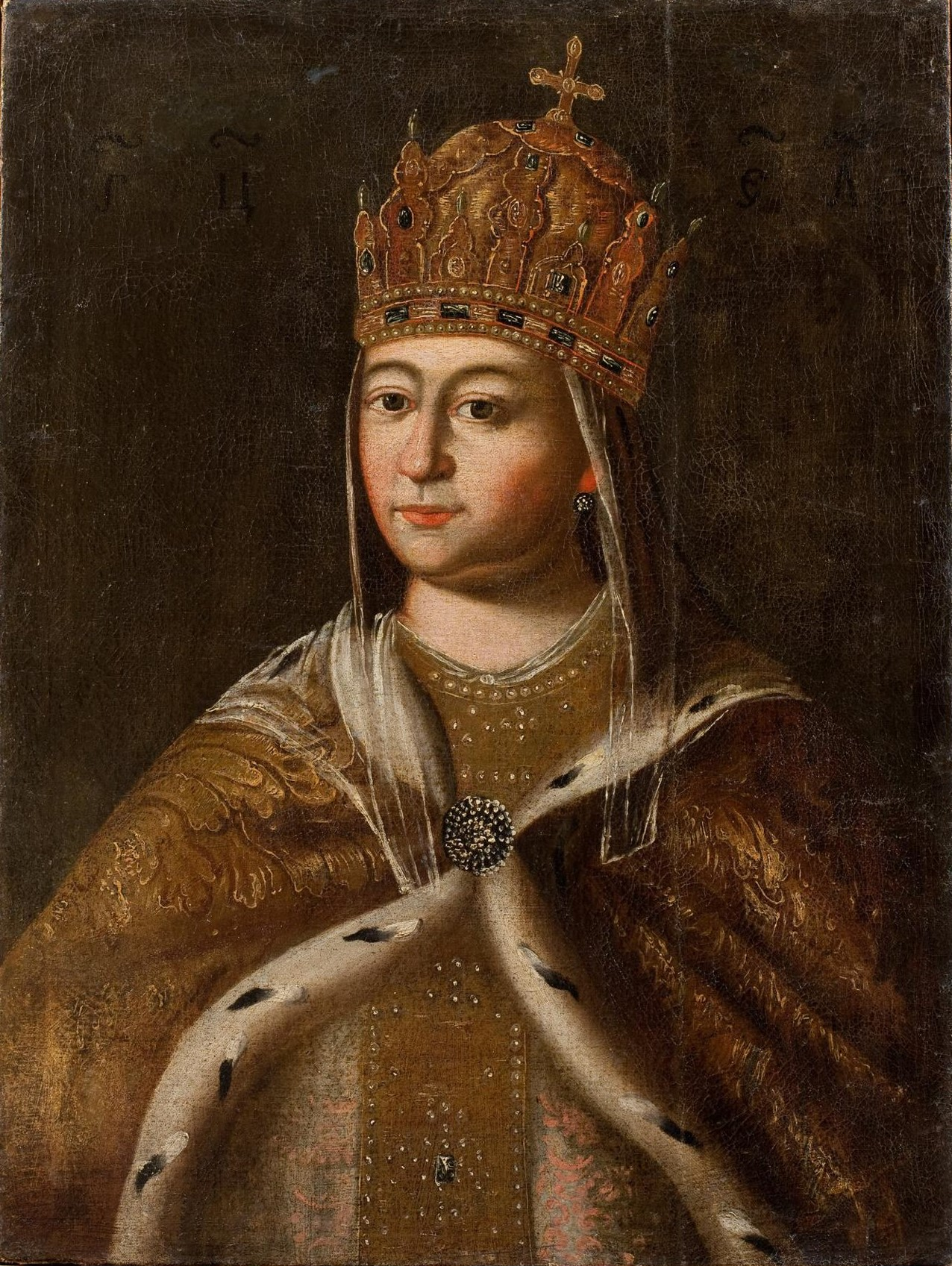
Jewdokija Lukjanowna Streschnewa († 1645)

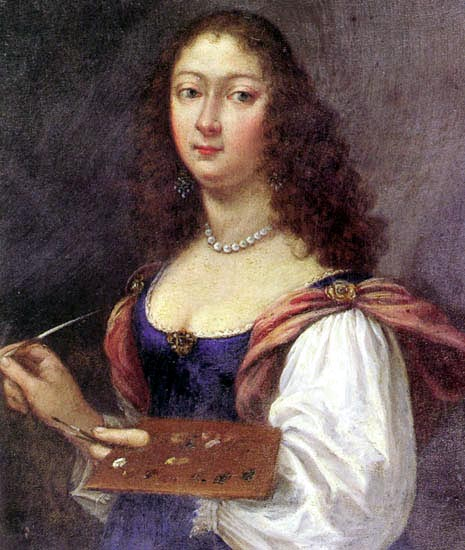
Elisabetta Sirani († 1665)

- 1612: John Smyth, englischer Priester, Baptist
- 1628: Edmund Arrowsmith, englischer Jesuitenpriester
- 1629: Christoph Crinesius, deutscher Orientalist, Linguist und Philologe
- 1638: Matsukura Katsuie, japanischer Provinzfürst von Shimabara
- 1645: Hugo Grotius, niederländisch-deutscher Naturrechtsphilosoph
- 1645: Jewdokija Lukjanowna Streschnewa, zweite Ehefrau des Zaren Michael I. von Russland
- 1654: Axel Oxenstierna, schwedischer Kanzler
- 1657: John Lilburne, englischer Quäker und Wortführer der sogenannten „Levellers“
- 1665: Elisabetta Sirani, italienische Malerin und Kupferstecherin
- 1677: Wallerant Vaillant, niederländischer Maler und Radierer
- 1680: Karl I. Ludwig, Kurfürst von der Pfalz
- 1686: Hans Karl von Königsmarck, deutsch-schwedischer Offizier, Malteserritter und Abenteurer
- 1694: Georg Heß, deutscher Pädagoge

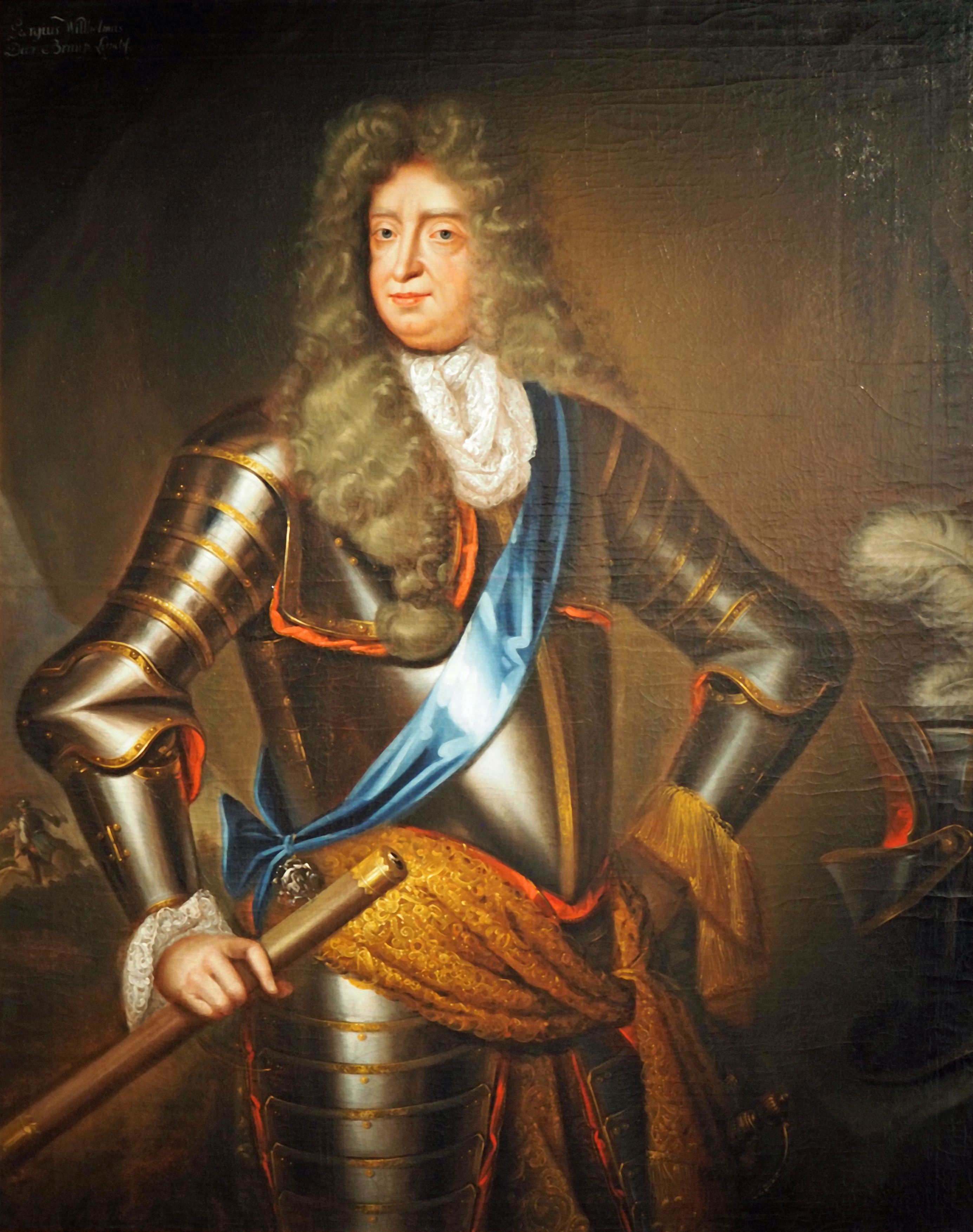
Georg Wilhelm († 1705)

- 1705: Georg Wilhelm, Herzog des Fürstentums Calenberg und Herzog des Fürstentums Lüneburg
- 1707: Johann Jacob John, deutscher Orgelbauer
- 1739: Christian, Fürst von Nassau-Dillenburg
- 1753: Francesco Paolo Supriani, neapolitanischer Cellist und Komponist
- 1757: David Hartley, englischer Philosoph und Psychologe
- 1760: Marie Gabrielle Éléonore de Bourbon-Condé, Äbtissin von Saint-Antoine-des-Champs
- 1767: Giacomo Ceruti, italienischer Maler
- 1767: Friedrich Wilhelm Gottfried Arnd von Kleist, preußischer General
- 1767: Johann Schobert, deutscher Komponist, Pianist und Cembalist
- 1773: John Ranby, englischer Arzt und Militärchirurg
- 1784: Junípero Serra, spanischer Franziskaner und Gründer von San Francisco
- 1793: Adam-Philippe de Custine, französischer General
- 1797: Joseph Wright of Derby, britischer Maler

### 19. Jahrhundert

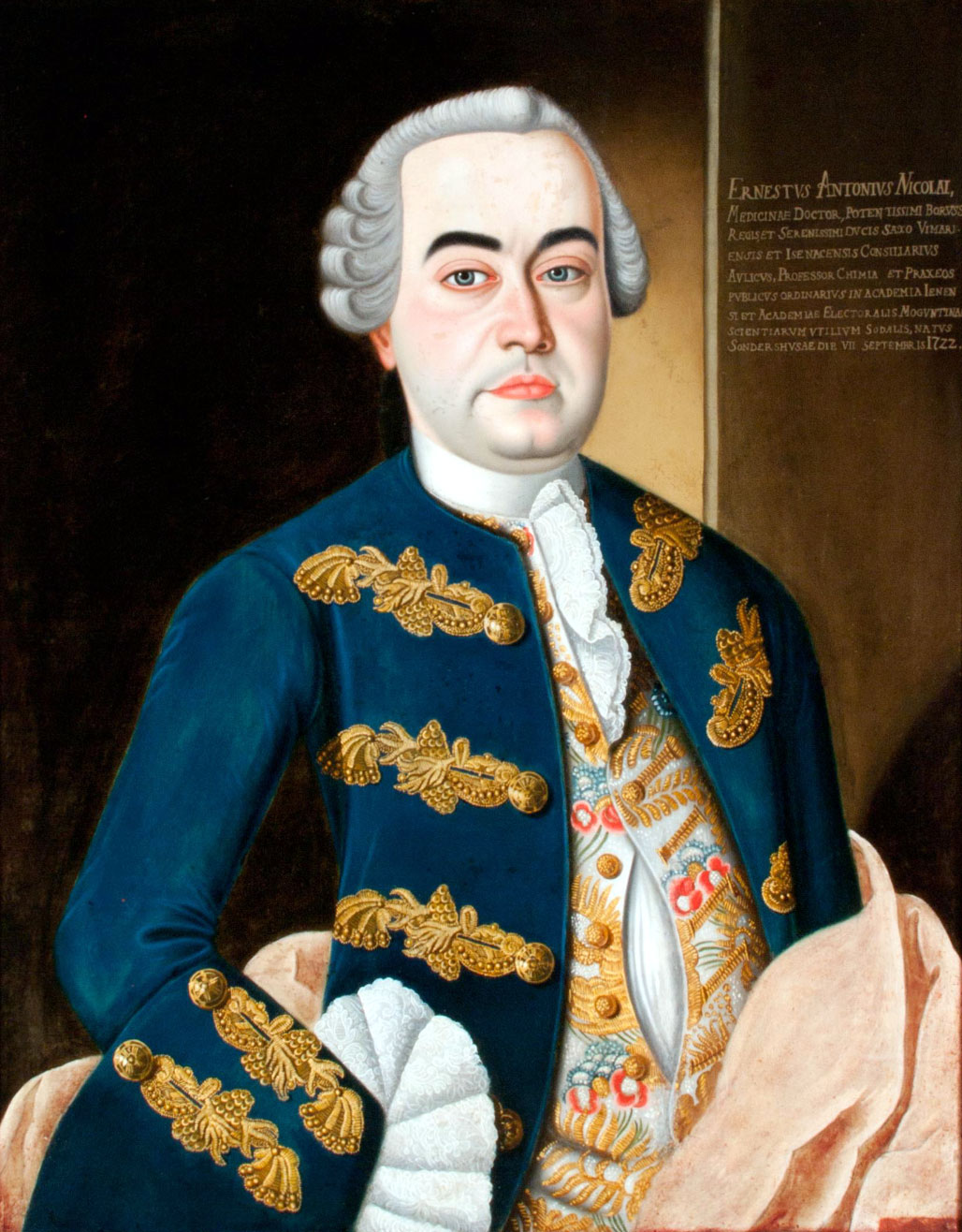
Ernst Anton Nicolai († 1802)

- 1802: Ernst Anton Nicolai, deutscher Mediziner
- 1819: Charles Lennox, 4. Duke of Richmond, britischer General und Politiker
- 1834: Johann Heinrich Karl Hengstenberg, deutscher reformierter Pfarrer und Kirchenliederdichter
- 1839: François Régis de La Bourdonnaye, französischer Minister
- 1839: William Smith, englischer Ingenieur und Geologe
- 1851: Christian Martin Joachim Frähn, deutscher Orientalist und Numismatiker
- 1853: Friedrich Joseph Haass, deutscher Augenarzt
- 1855: Johann Carl Hickel, österreichischer Schriftsteller

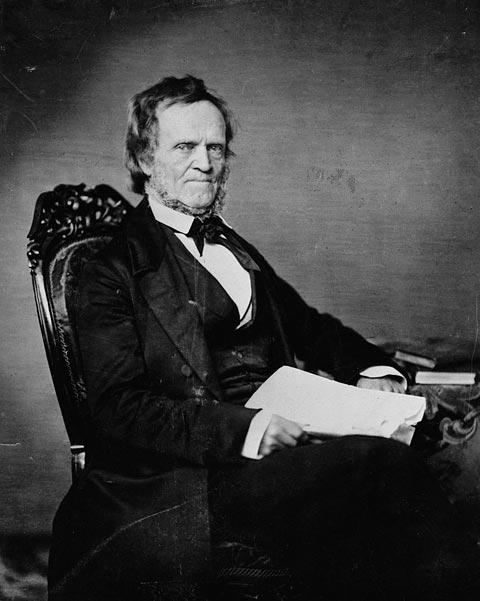
William Lyon Mackenzie († 1861)

- 1861: William Lyon Mackenzie, schottisch-kanadischer Politiker
- 1862: Albrecht Adam, deutscher Schlachtenmaler
- 1862: Karl Adolf von Wachsmann, deutscher Schriftsteller
- 1863: Eilhard Mitscherlich, deutscher Chemiker und Mineraloge
- 1867: Carl Joseph Anton Mittermaier, deutscher Jurist, Publizist und Politiker
- 1873: Johann Joseph Gronewald, deutscher Pädagoge
- 1878: Robert von Lehmann, hessischer Oberförster und Politiker
- 1880: Charles Thomas Jackson, US-amerikanischer Mediziner, Chemiker, Geologe und Mineraloge
- 1885: Julius Hopp, deutscher Komponist, Librettist, Arrangeur und Übersetzer
- 1888: Georg Beseler, deutscher Jurist und Politiker
- 1893: Philipp Gustav Passavant, deutscher Arzt und Geheimer Sanitätsrat
- 1894ː Agnes Wabnitz, deutsche Frauenrechtlerin

### 20. Jahrhundert

#### 1901–1950
- 1901: William B. Anderson, US-amerikanischer Politiker, Mitglied des Repräsentantenhauses

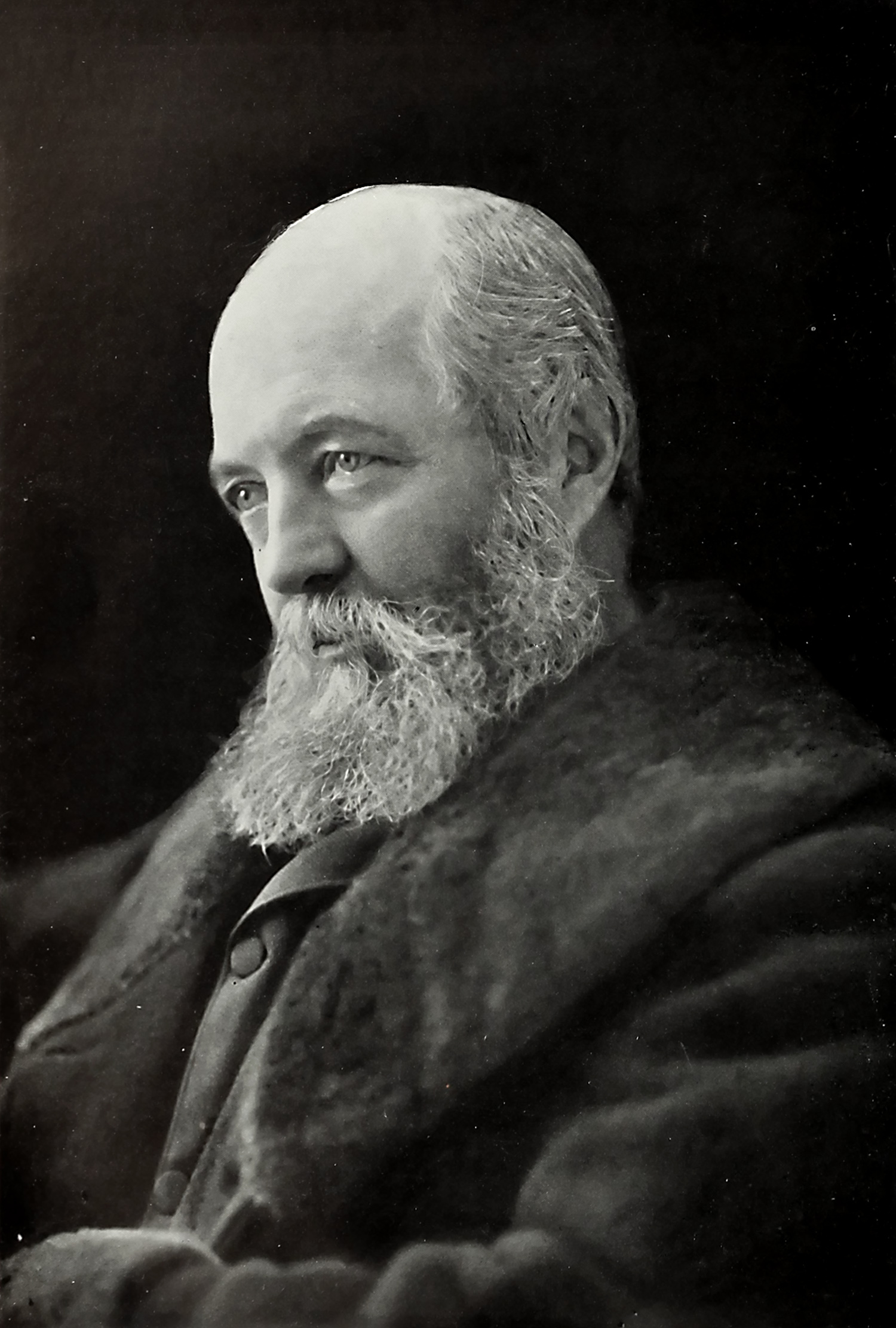
Frederick Law Olmsted († 1903)

- 1903: Frederick Law Olmsted, US-amerikanischer Landschaftsarchitekt
- 1905: Ioannis Apostolou, griechischer Opernsänger (Tenor)
- 1906: Heinrich Haukohl, deutscher Kaufmann und Handelsrichter
- 1908: Heinrich van Eyken, deutscher Komponist und Musikpädagoge
- 1908: Knud Sehested, dänischer Politiker, Minister
- 1914: Anatoli Konstantinowitsch Ljadow, russischer Komponist
- 1919: Adolf Schmal, österreichischer Fecht- und Radsportler, Journalist und Autor, Olympiasieger
- 1922: Friedrich Schrader, deutscher Journalist, Schriftsteller und Kunsthistoriker
- 1923ː Elisabeth Vilma Lwoff-Parlaghy, ungarische Malerin
- 1924: Henry Gage, US-amerikanischer Politiker, Gouverneur von Kalifornien
- 1925: Fredrik Wilhelm Gomnaes, norwegischer Komponist
- 1927ː Helene Engelbrecht, deutsche Wohltäterin, Frauenrechtlerin und Gründerin mehrerer Wohlfahrtseinrichtungen

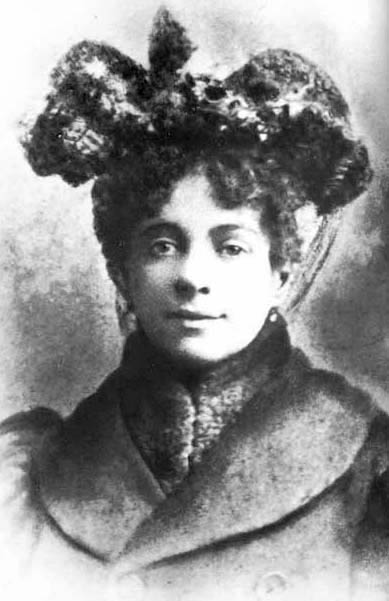
Hannah Chaplin († 1928)

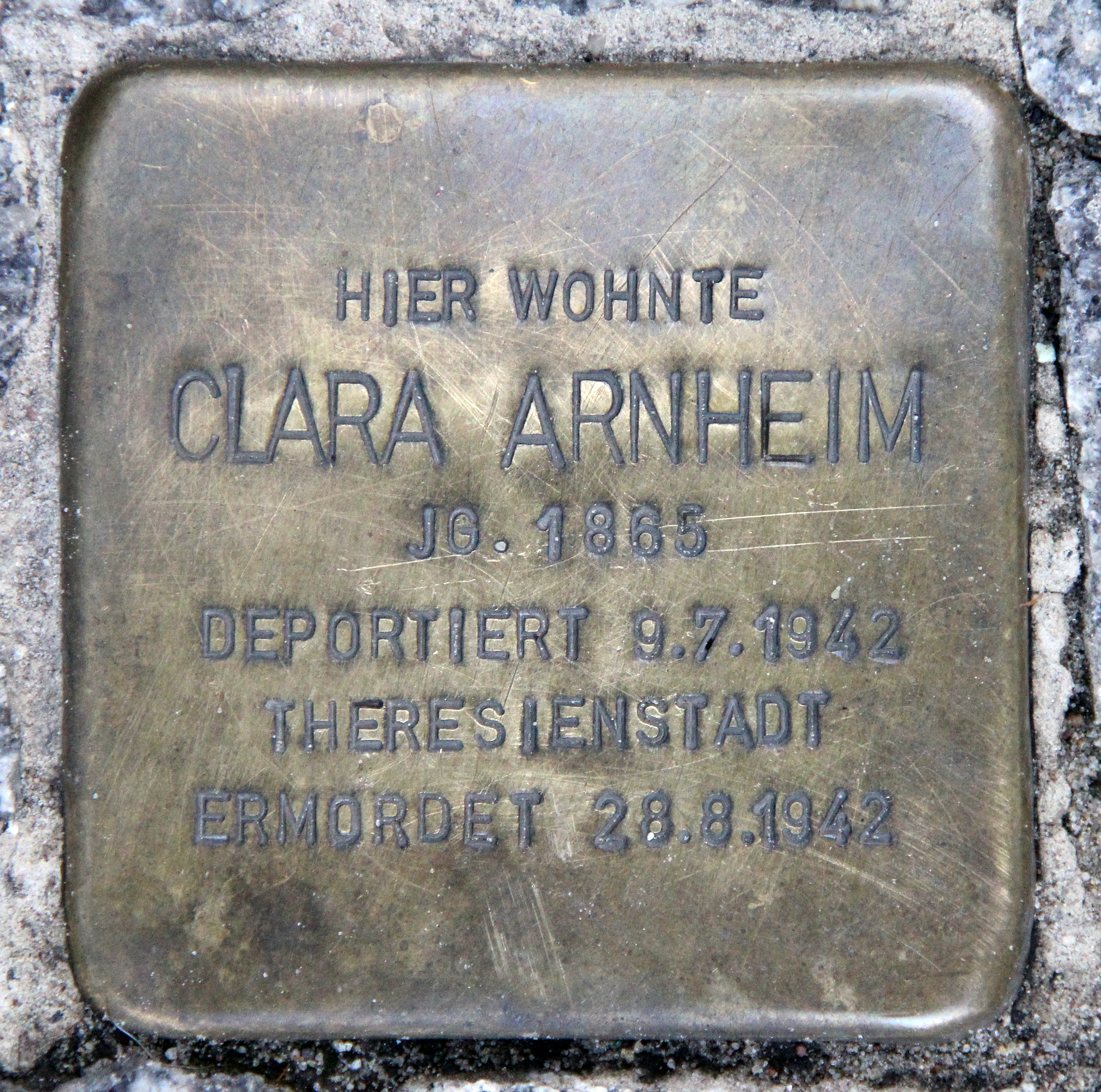
Clara Arnheim († 1942)

- 1928: Hannah Chaplin, britische Tänzerin und Sängerin, Mutter von Charlie Chaplin
- 1931: Arthur Hartmann, deutscher HNO-Arzt und Hochschullehrer
- 1932: Hassan Mostofi, iranischer Politiker, Premierminister
- 1934: Tannatt William Edgeworth David, britischer Polarforscher und Bergsteiger
- 1935ː Marija Kruschelnyzka, ukrainische Schauspielerin
- 1937: Frederick Burr Opper, US-amerikanischer Comiczeichner und Illustrator
- 1937: Joe Osborn, US-amerikanischer Studiomusiker
- 1939: Bruno Tanzmann, deutscher Schriftsteller und Verleger
- 1941: Ugo Agostoni, italienischer Radrennfahrer
- 1942: Clara Arnheim, deutsche Malerin, Opfer der Shoa
- 1942: Belisario Porras Barahona, panamaischer Politiker, Staatspräsident
- 1942: Fabio Fiallo, dominikanischer Schriftsteller, Journalist, Diplomat und Politiker
- 1943: Boris III., Zar von Bulgarien
- 1943: Isidor Caro, deutscher Rabbiner
- 1944: Jean Arnolds, belgischer Geistlicher, Opfer des Nationalsozialismus
- 1945: Ludwig Kasper, österreichischer Bildhauer
- 1946: Danuta Siedzikówna, polnische Krankenschwester, Opfer des Stalinismus in Polen

#### 1951–2000
- 1951: Robert Walker, US-amerikanischer Schauspieler
- 1955: Emmett Till, US-amerikanisches Opfer eines rassistisch motivierten Mordes
- 1957: Willi Agatz, deutscher Politiker, MdR, MdL, MdB
- 1957: Bruno Dammer, deutscher Geologe
- 1959: Raphael Lemkin, polnischer Jurist und Friedensforscher

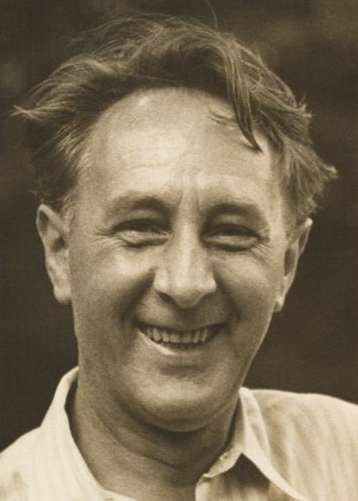
Bohuslav Martinů († 1959)

- 1959: Bohuslav Martinů, tschechischer Komponist
- 1959: George W. Meyer, US-amerikanischer Songwriter
- 1960: Albin Stark, schwedischer Architekt
- 1961: Carsten M. Carlsen, norwegischer Organist, Komponist und Dirigent
- 1964: Alice Neven DuMont, deutsche Lokal- und Sozialpolitikerin
- 1964: Ricardo Gilbert, chilenischer Maler
- 1966: Niklaus Senn, Schweizer Bankmanager und Politiker
- 1968: Hans Lenz, deutscher Politiker, MdB, Bundesminister
- 1972: René Leibowitz, polnisch-französischer Dirigent, Musikpädagoge, Schriftsteller und Komponist
- 1976: Werner Krauss, deutscher Romanist
- 1977: Peter Altmeier, deutscher Politiker, MdL, Landesminister, Ministerpräsident von Rheinland-Pfalz
- 1978: Robert Shaw, britischer Schauspieler

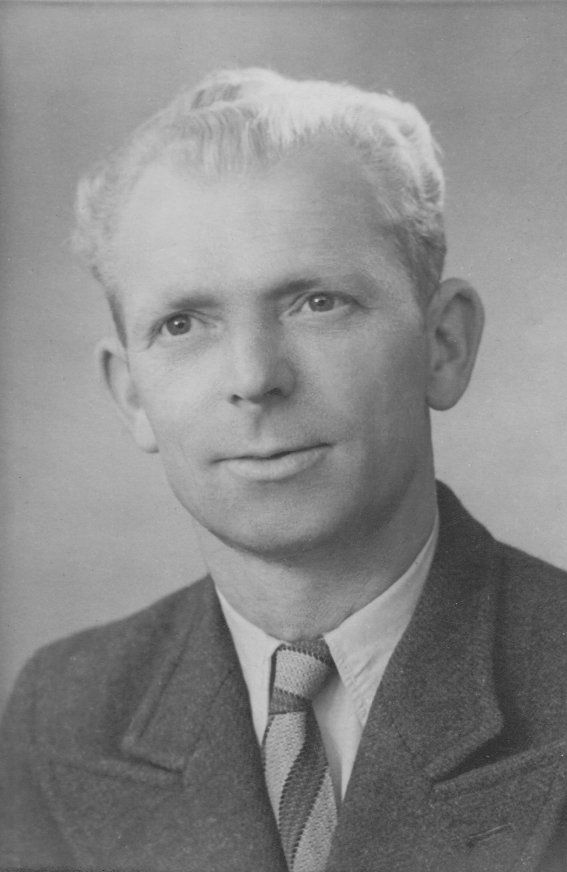
Mathieu André († 1979)

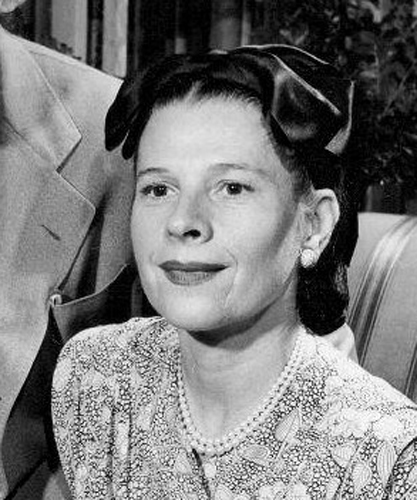
Ruth Gordon († 1985)

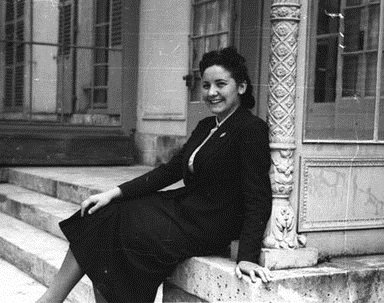
Pepita Embil († 1994)

- 1979: Mathieu André, österreichisch-französischer Fußballspieler
- 1979: Konstantin Michailowitsch Simonow, sowjetischer Schriftsteller, Lyriker und Kriegsberichterstatter
- 1981: Paul Anspach, belgischer Fechtsportler, Olympiasieger
- 1981: Béla Guttmann, ungarischer Fußballspieler und -trainer
- 1981: Ronnie Self, US-amerikanischer Rockabilly-Sänger
- 1982: Ludwik Stefański, polnischer Pianist und Musikpädagoge
- 1984: Corrado Annicelli, italienischer Schauspieler
- 1984: Muhammad Nagib, ägyptischer Offizier und Politiker, Staatspräsident
- 1985: Isidro Benítez, kubanischer Musiker, Dirigent und Komponist
- 1985: Ruth Gordon, US-amerikanische Schauspielerin (Harold und Maude)
- 1987ː Maria Axt, deutsche Synchronsprecherin, Schauspielerin und Kinderbuchautorin
- 1987: Ewart Bartley, kanadischer Organist, Chorleiter, Musikpädagoge und Komponist
- 1987: John Huston, US-amerikanischer Regisseur und Schauspieler
- 1988: Paul Grice, englischer Philosoph
- 1990: Richard Lauffen, deutscher Schauspieler
- 1990: Willy Vandersteen, belgischer Comic-Künstler
- 1992: Mohamad Muda Asri, malaysischer Politiker, Minister
- 1994: Pepita Embil, spanische Zarzuelasängerin, Mutter von Plácido Domingo
- 1994: Alfonso Letelier Llona, chilenischer Komponist und Musikpädagoge
- 1995: Michael Ende, deutscher Schriftsteller
- 1998: Ladislav Kubeš, tschechischer Komponist und Musiker

### 21. Jahrhundert
- 2001: Remy A. Presas, philippinischer Kampfkunst-Trainer

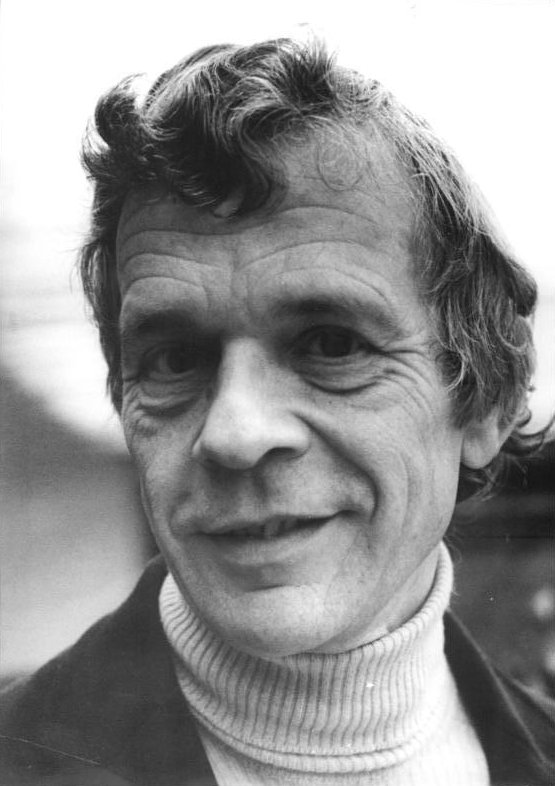
Peter Hacks († 2003)

- 2003: Peter Hacks, deutscher Dramatiker und Schriftsteller
- 2004: Sigi Feigel, Schweizer Rechtsanwalt
- 2005: Hans Clarin, deutscher Schauspieler
- 2005: Christoph Lindert, deutscher Schauspieler
- 2006: Ed Benedict, US-amerikanischer Trickfilmer
- 2007: Anacleto Angelini, italienisch-chilenischer Unternehmer
- 2007: Antonio Puerta, spanischer Fußballspieler
- 2008: Phil Hill, US-amerikanischer Rennfahrer, Formel-1-Weltmeister
- 2009: Adam Goldstein US-amerikanischer Musiker, Disc Jockey und Musikproduzent

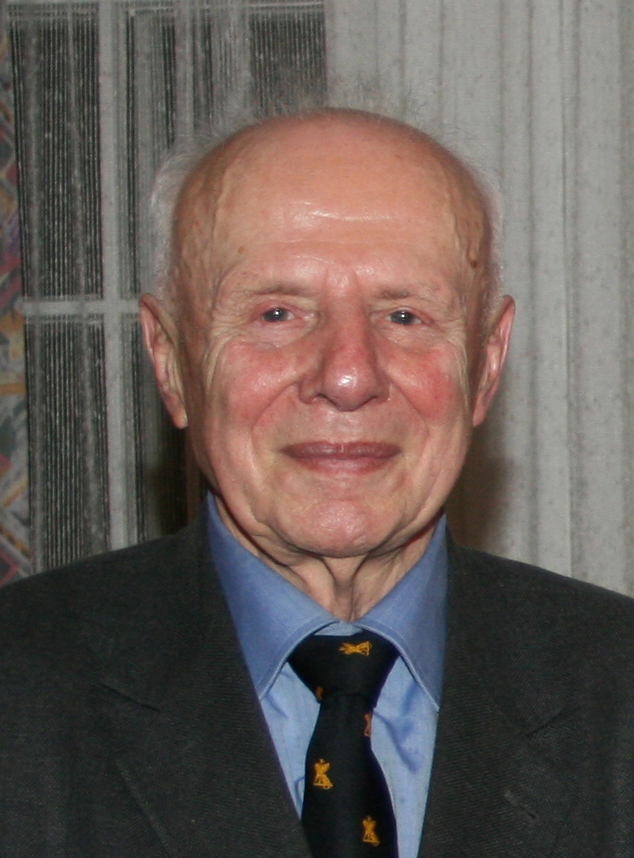
Günter Kießling († 2009)

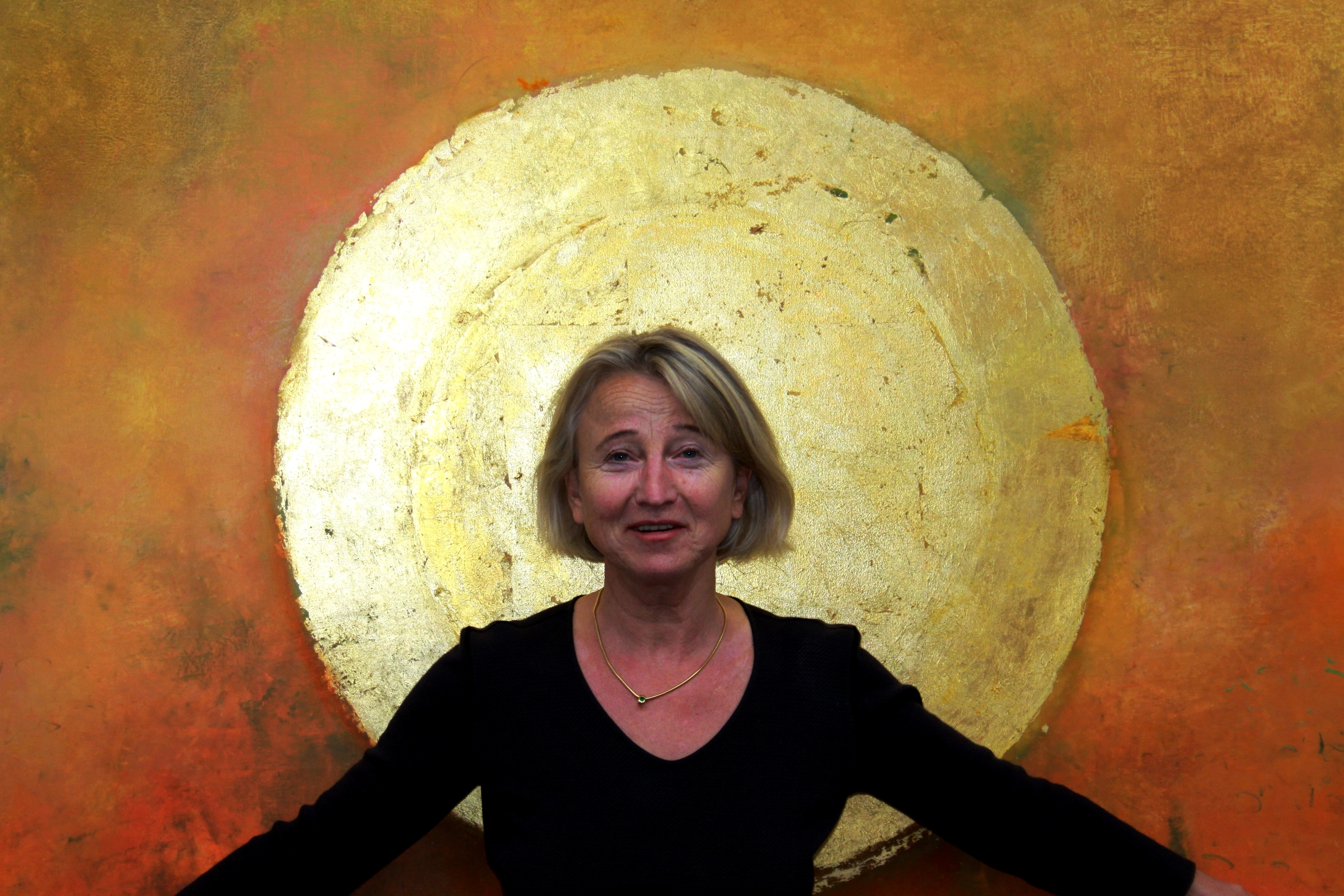
Sabine Beuter († 2015)

- 2009: Günter Kießling, deutscher General
- 2012: Eva Figes, britische Schriftstellerin, Sozialkritikerin und Aktivistin gegen die traditionelle realistische Literatur
- 2012: Alfred Schmidt, deutscher Philosoph
- 2013: Rudolf Fellmann, Schweizer Archäologe
- 2013: Mark McShane, britischer Schriftsteller
- 2014: Hal Finney, US-amerikanischer Kryptograph
- 2015: Sabine Beuter, deutsche Malerin
- 2015: Paulo Machava, mosambikanischer Journalist
- 2016: Benjamin Ben-Eliezer, israelischer Militär und Politiker, Minister
- 2016: Juan Gabriel, mexikanischer Sänger

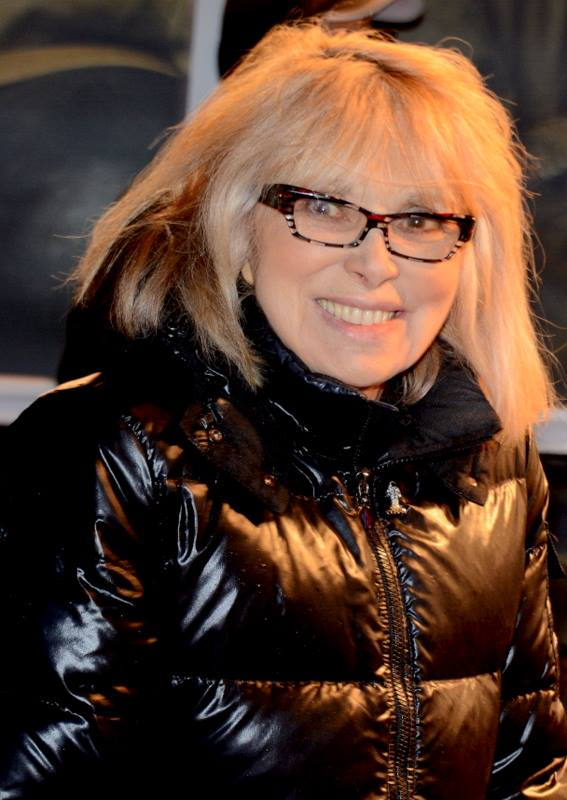
Mireille Darc († 2017)

- 2017: Mireille Darc, französische Schauspielerin
- 2017: Tsutomu Hata, japanischer Politiker, Premierminister
- 2018: Moritz W. Kuhn, Schweizer Jurist
- 2018: Gina Ruck-Pauquèt, deutsche Schriftstellerin
- 2019: Sogyal Lakar, tibetischer Meditationslehrer und Buchautor
- 2019: Bruno Thost, deutscher Schauspieler und Regisseur
- 2020: Chadwick Boseman, US-amerikanischer Schauspieler
- 2020: Erich Ritter, Schweizer Biologe und Verhaltensforscher
- 2021: Dimitri Kitsikis, griechischer Turkologe und Sinologe
- 2021: Teresa Żylis-Gara, polnische Opernsängerin (Sopran)
- 2022: Gilbert Cawood, neuseeländischer Ruderer
- 2022: Roger-Claude Guignard, Schweizer Regattasegler
- 2023: Günter Schliwka, deutscher Gewichtheber

## Feier- und Gedenktage
- Kirchliche Gedenktage
  - Hl. Augustinus von Hippo, numidischer Kirchenvater und Philosoph, Bischof und Schutzpatron (evangelisch, anglikanisch, katholisch, orthodox)
  - Hl. Moses der Äthiopier, nordafrikanischer Einsiedler, Priester und Märtyrer (katholisch, orthodox, evangelisch: ELCA, anglikanisch: TEC)
  - Hl. Hermes, römischer Märtyrer (katholisch)
  - Hl. Julianus von Brioude, römischer Märtyrer (katholisch)

- Nationalfeiertage
  - Nordkorea: Tag der Jugend

- Namenstage
  - Adelinde, Alina, Augustin, Elmar

Weitere Einträge enthält die Liste von Gedenk- und Aktionstagen.